# Dumbrăveni, Suceava
Dumbrăveni este satul de reședință al comunei cu același nume din județul Suceava, Moldova, România.

## Galerie foto

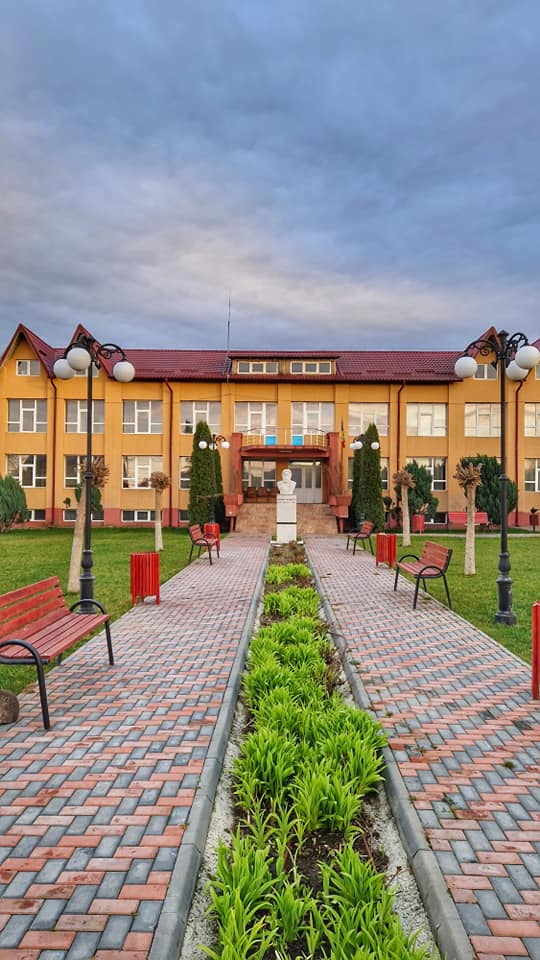
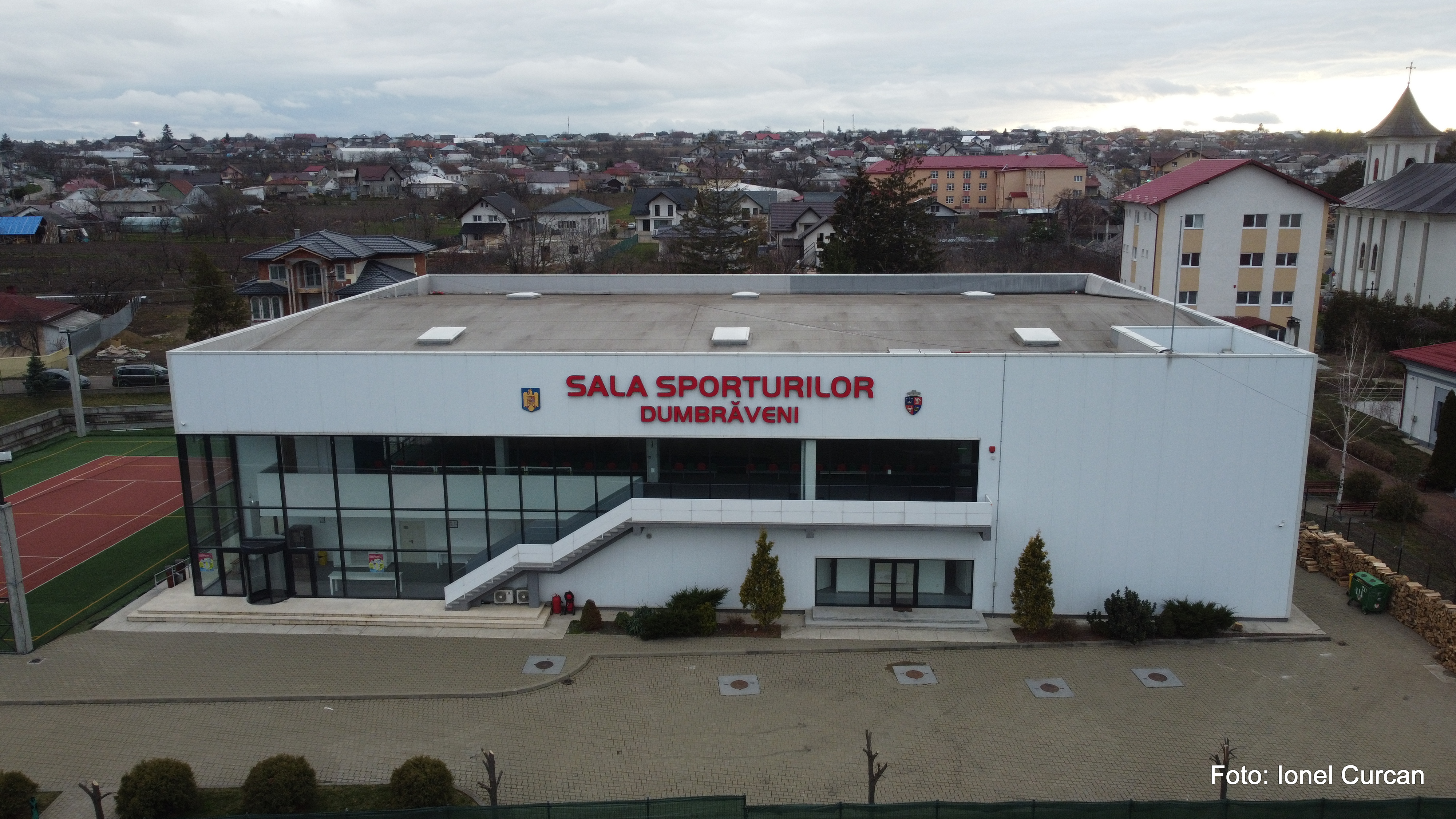
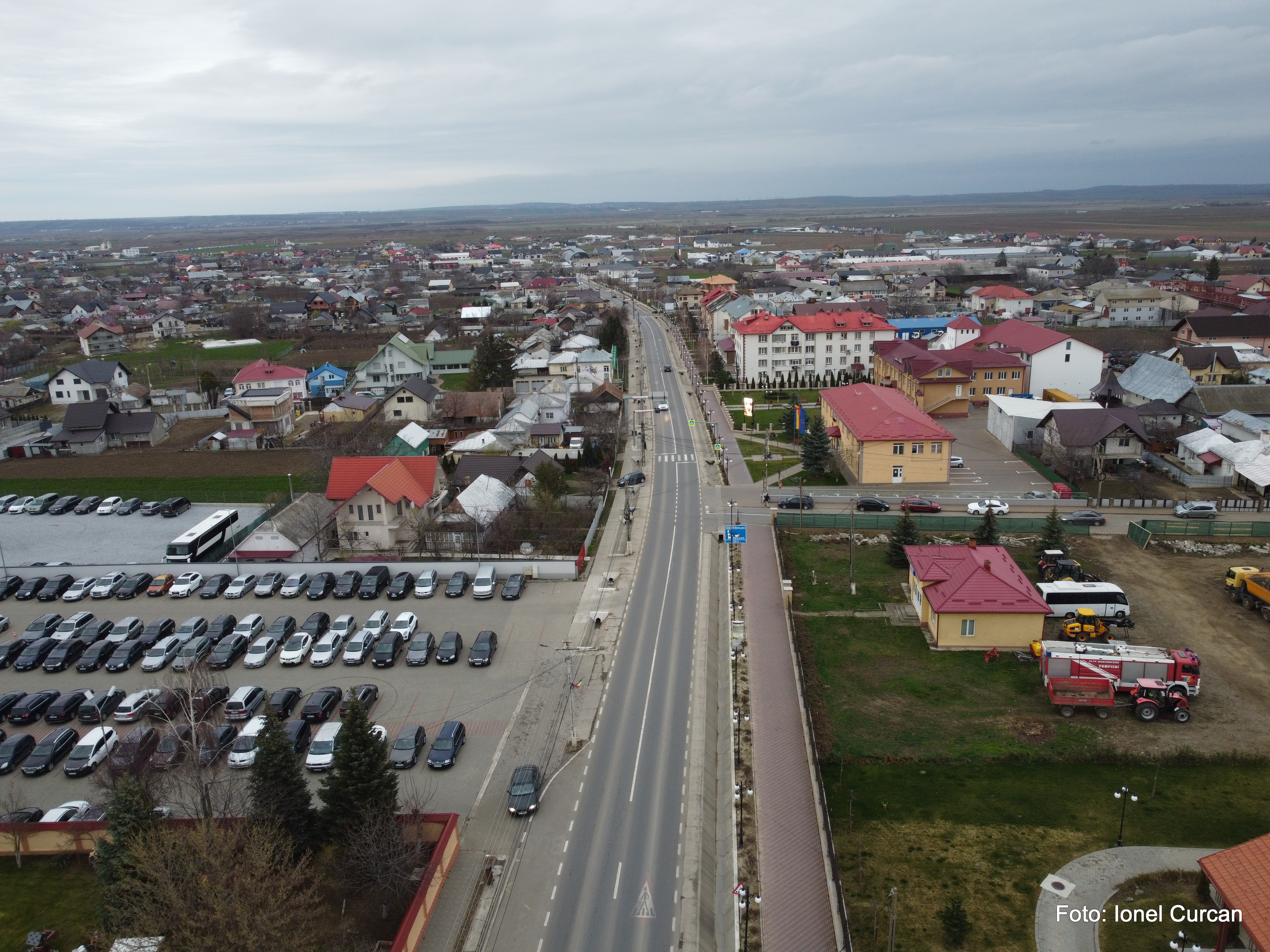
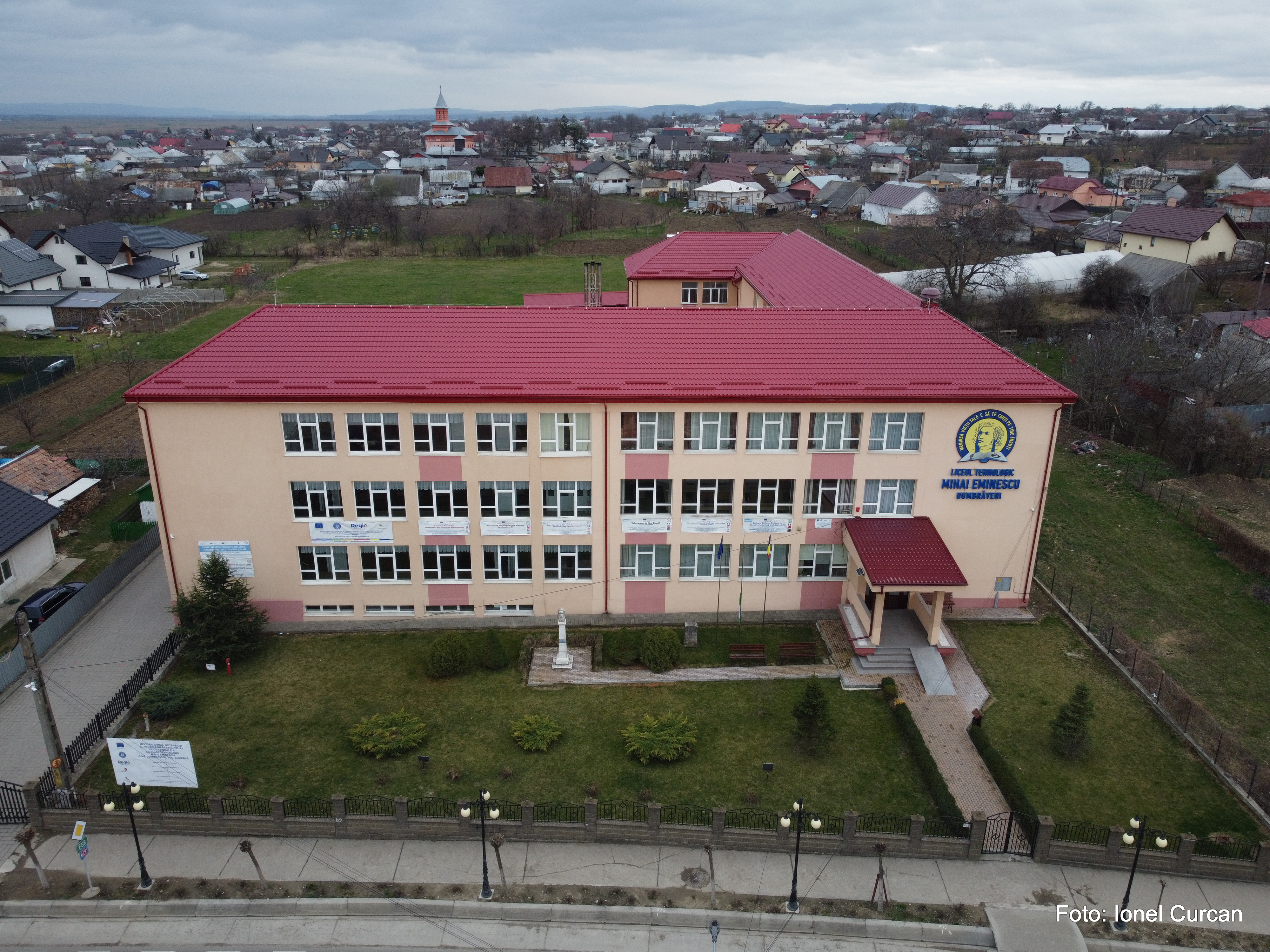
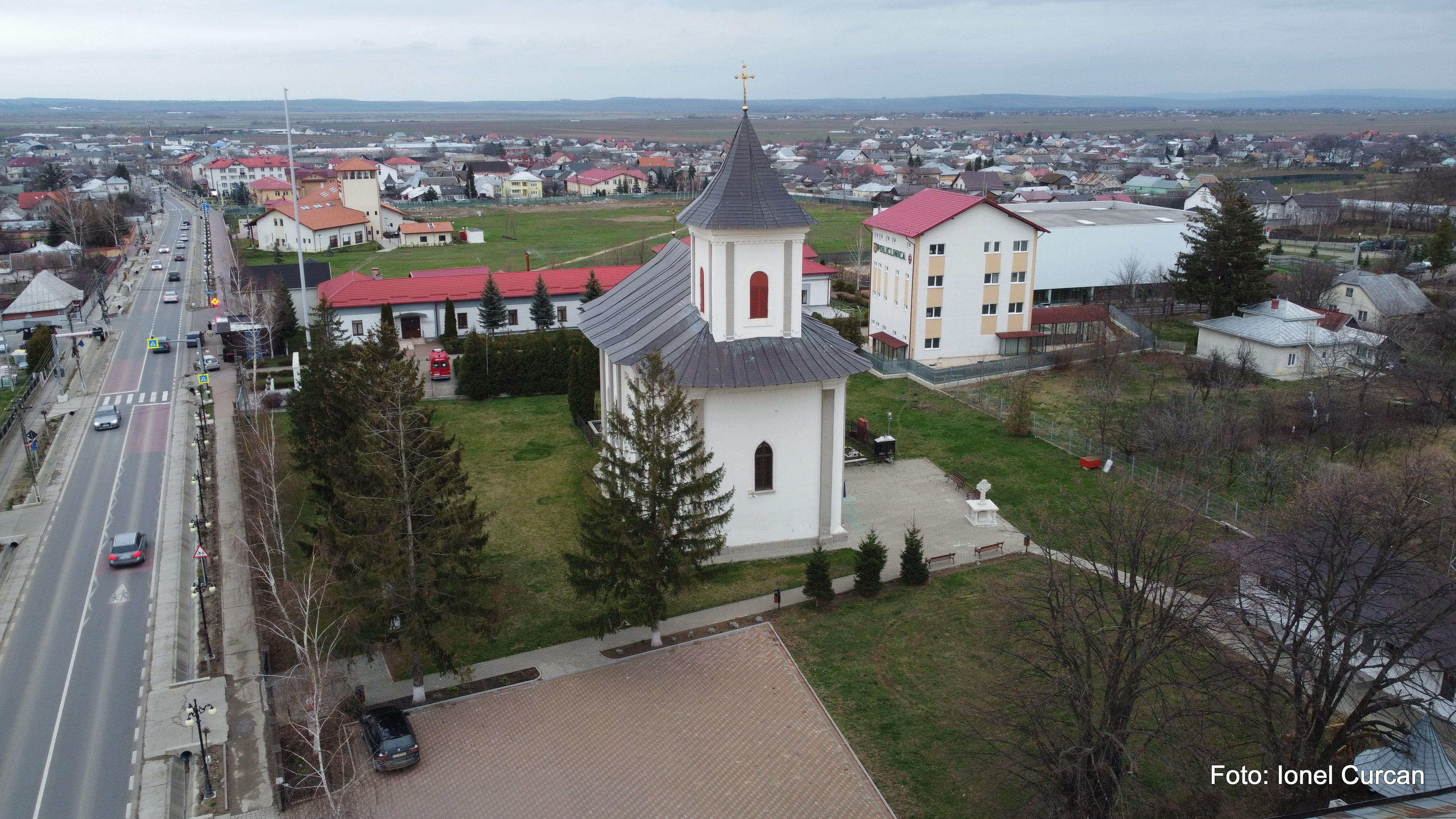
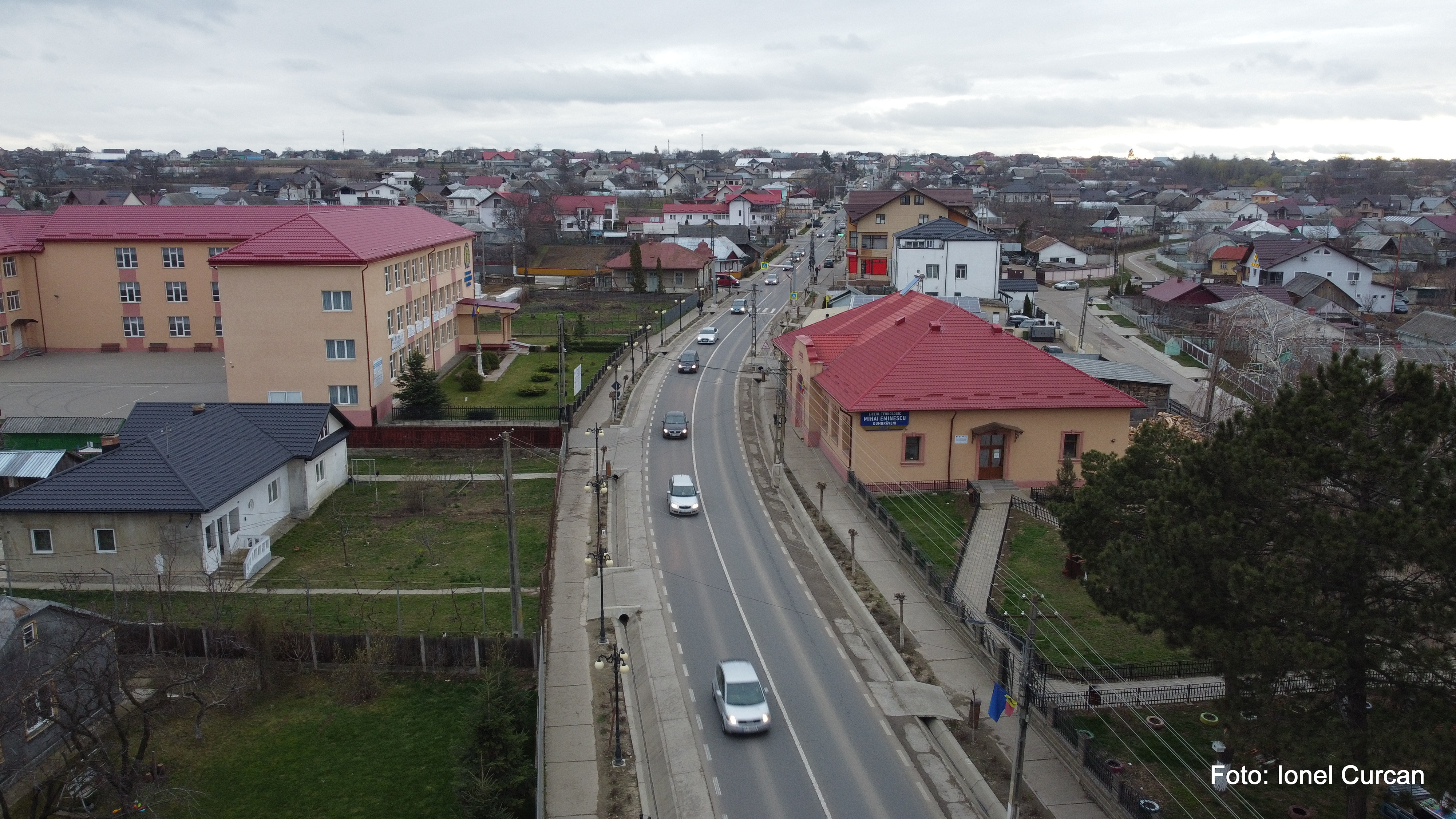
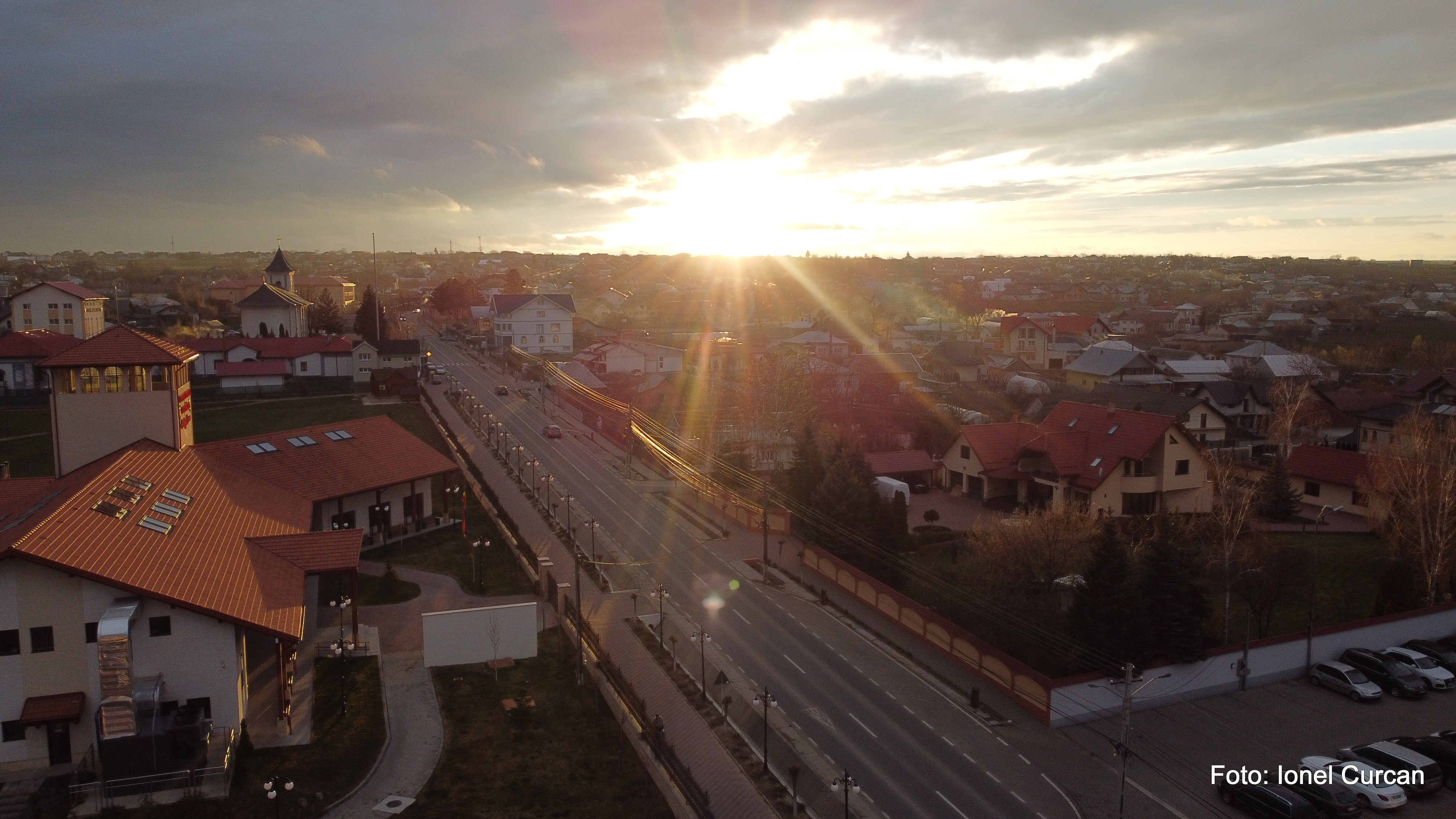
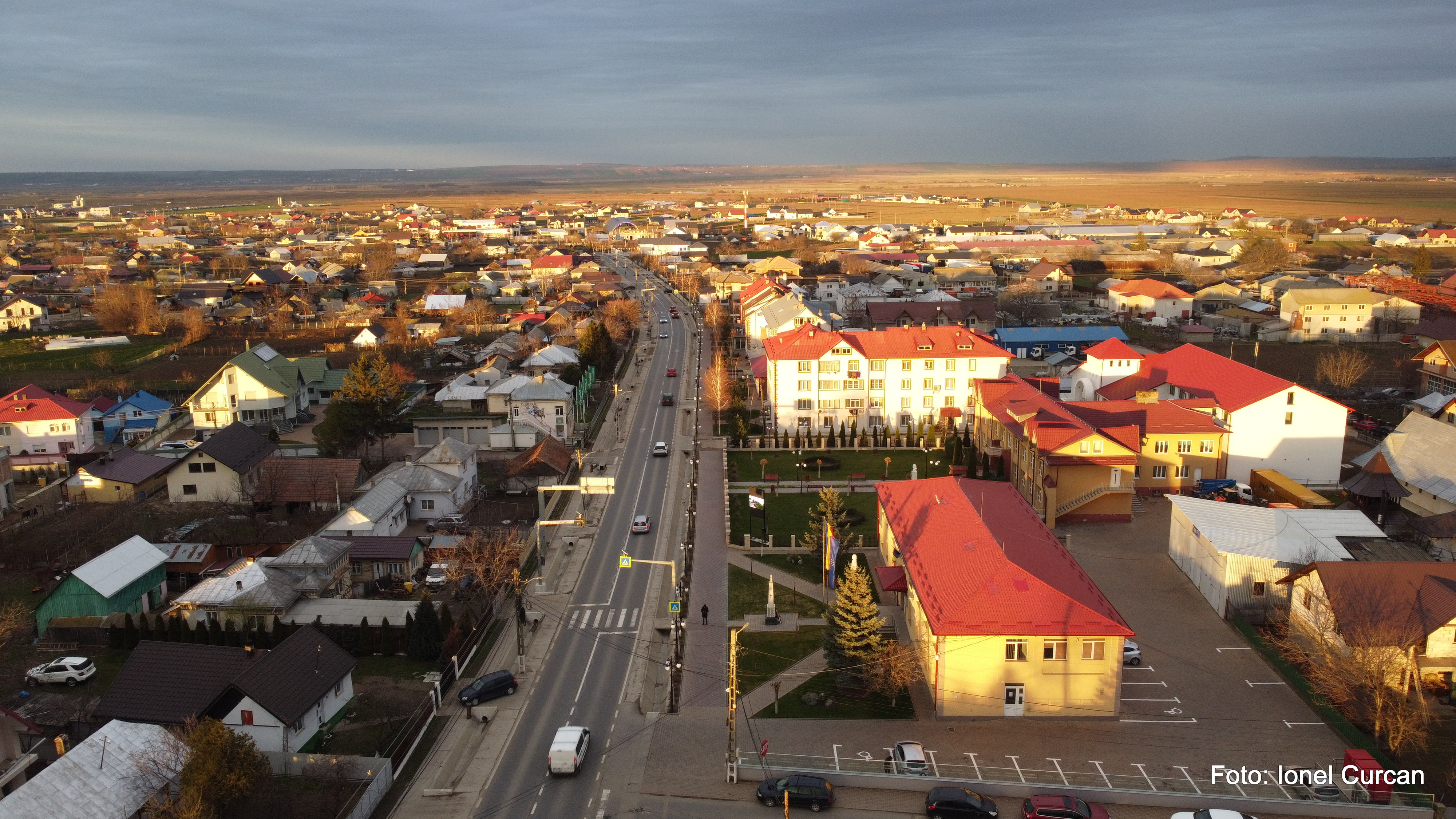
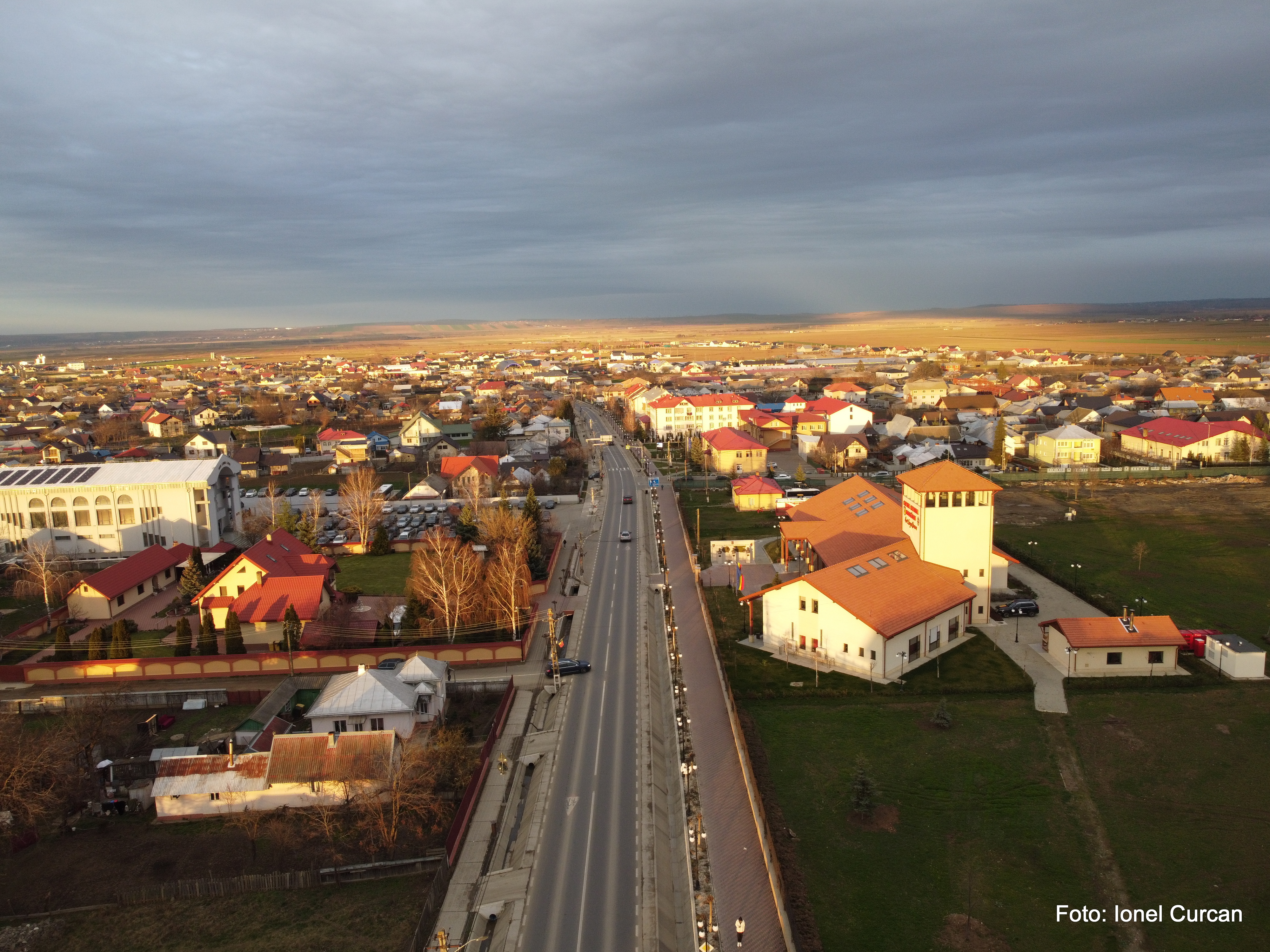
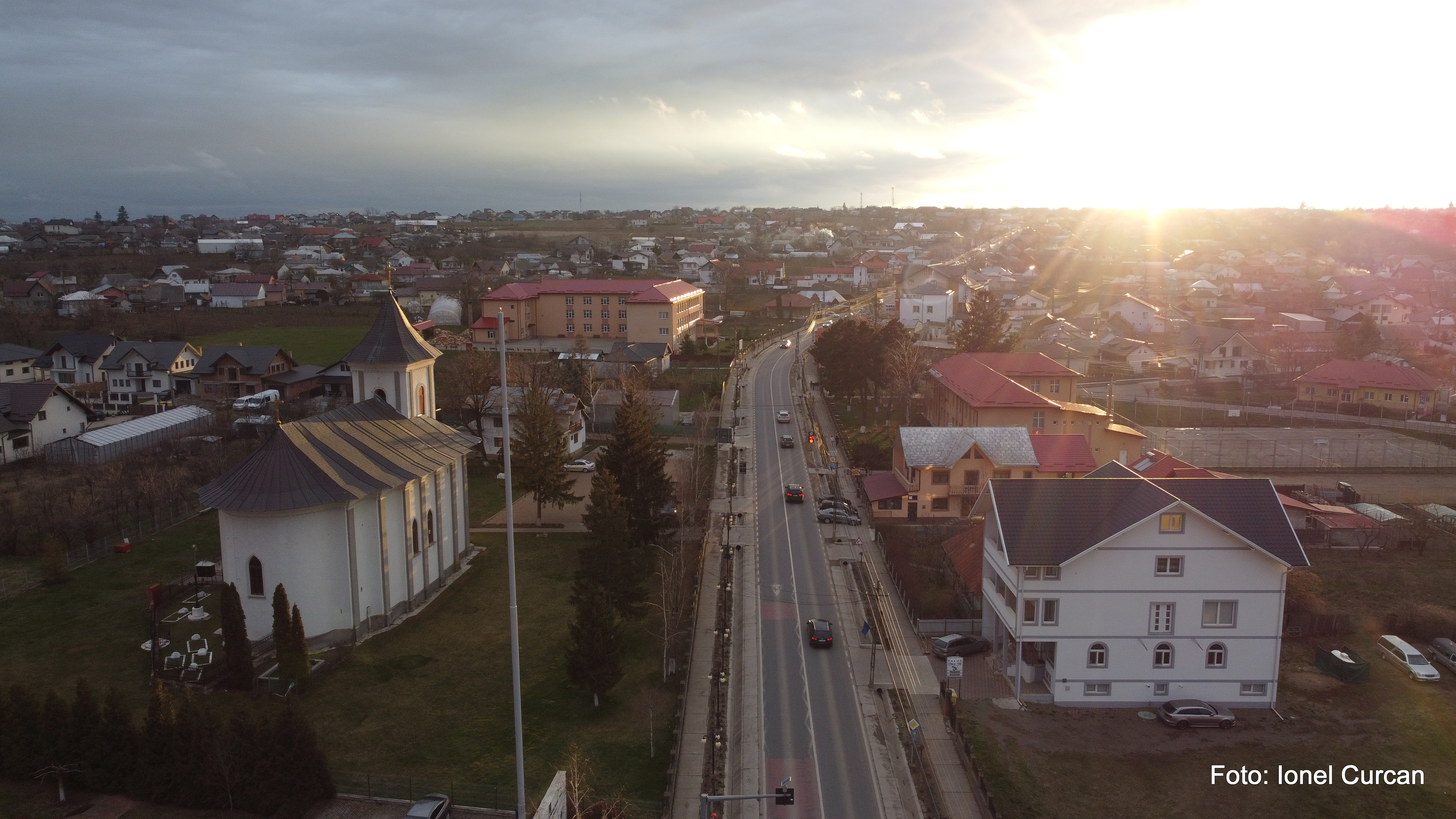
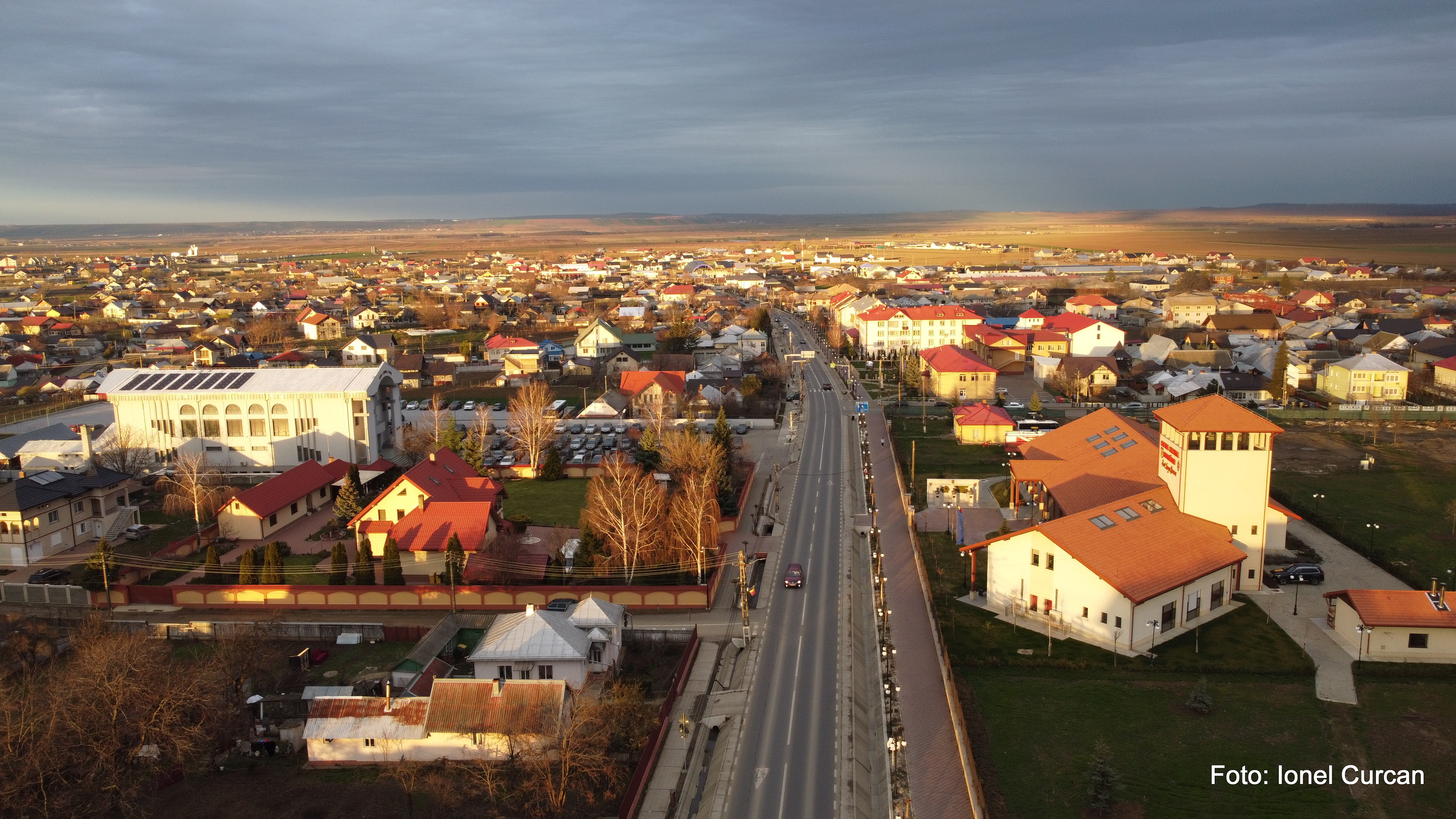
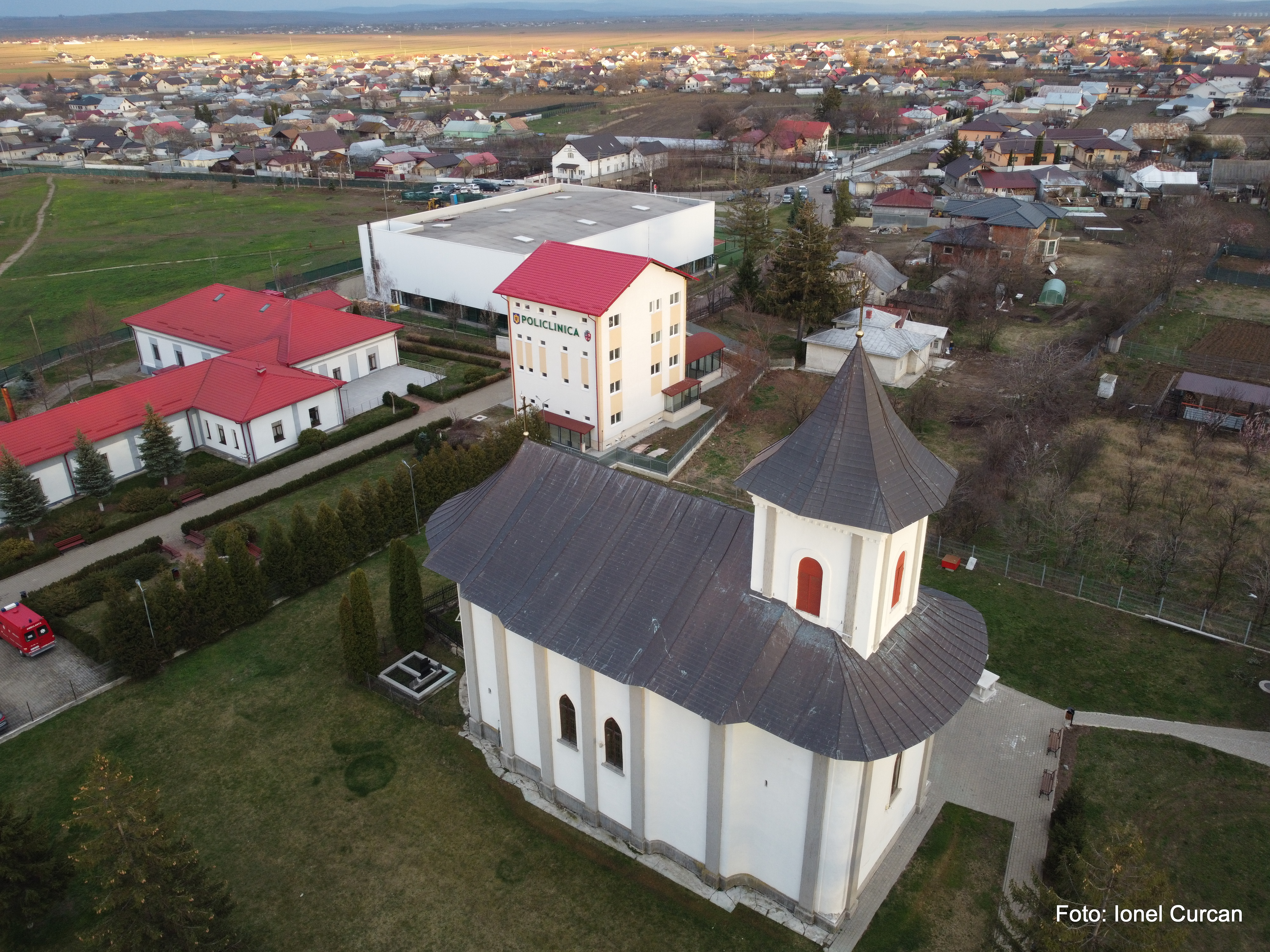
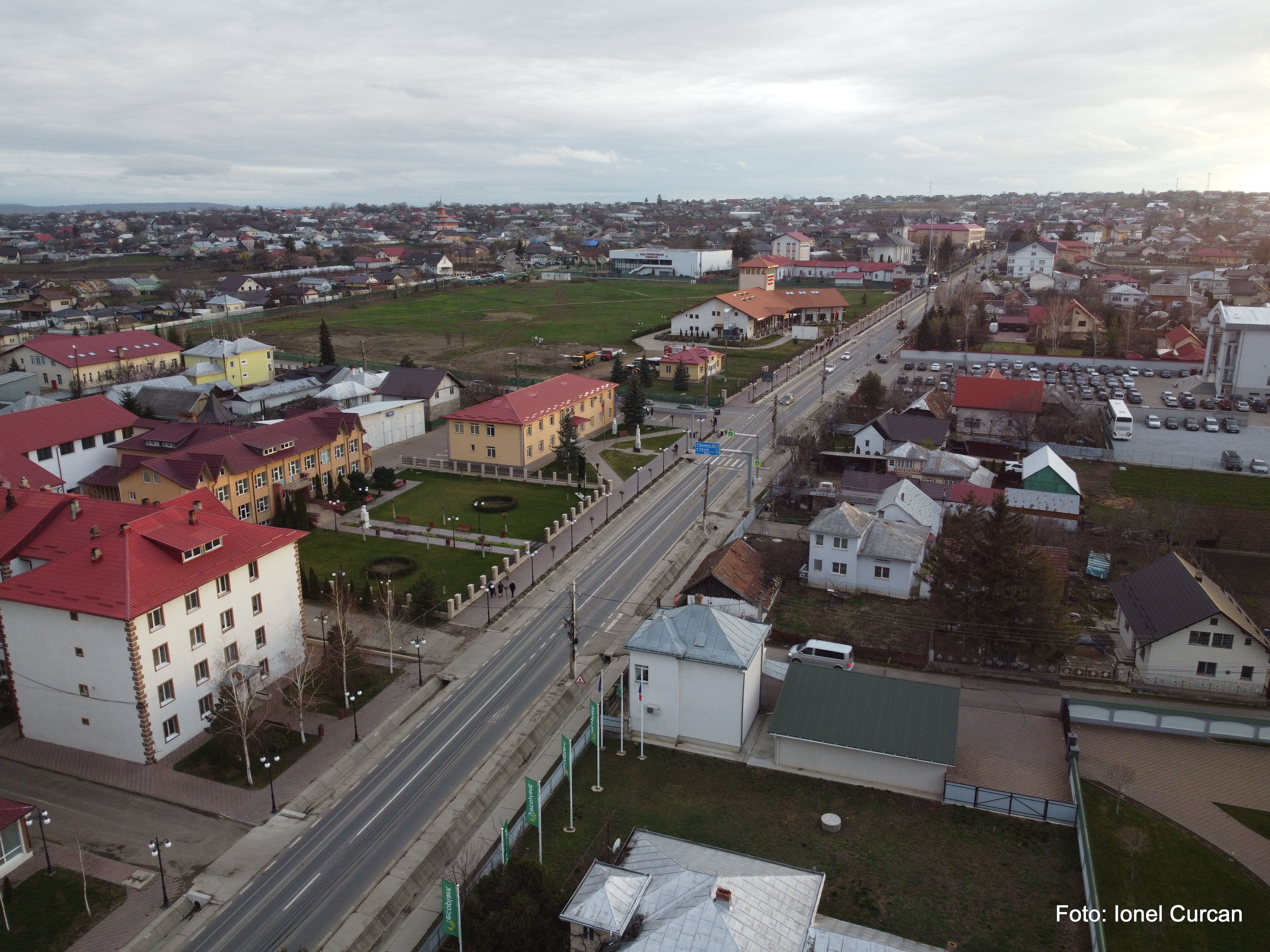
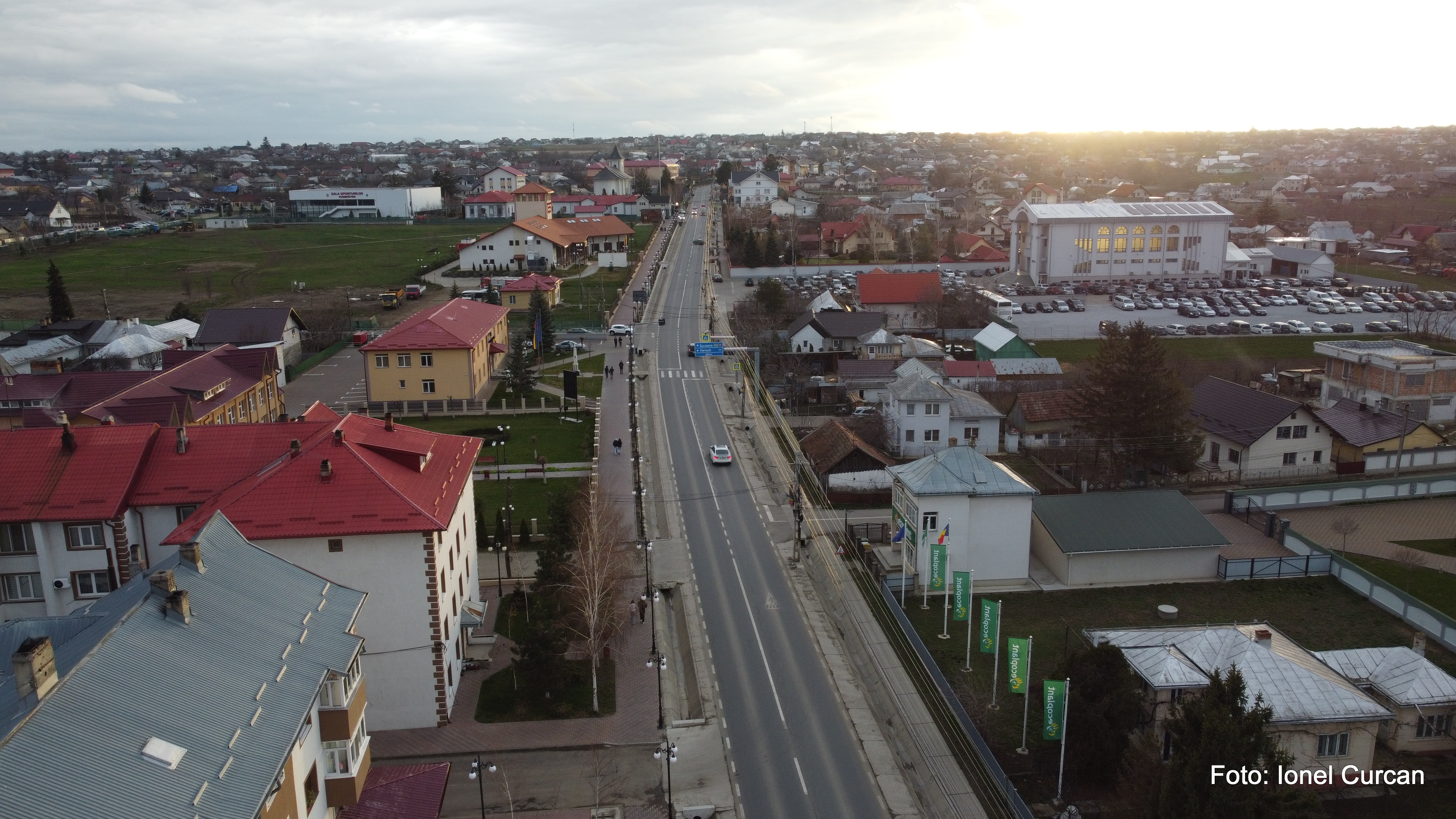
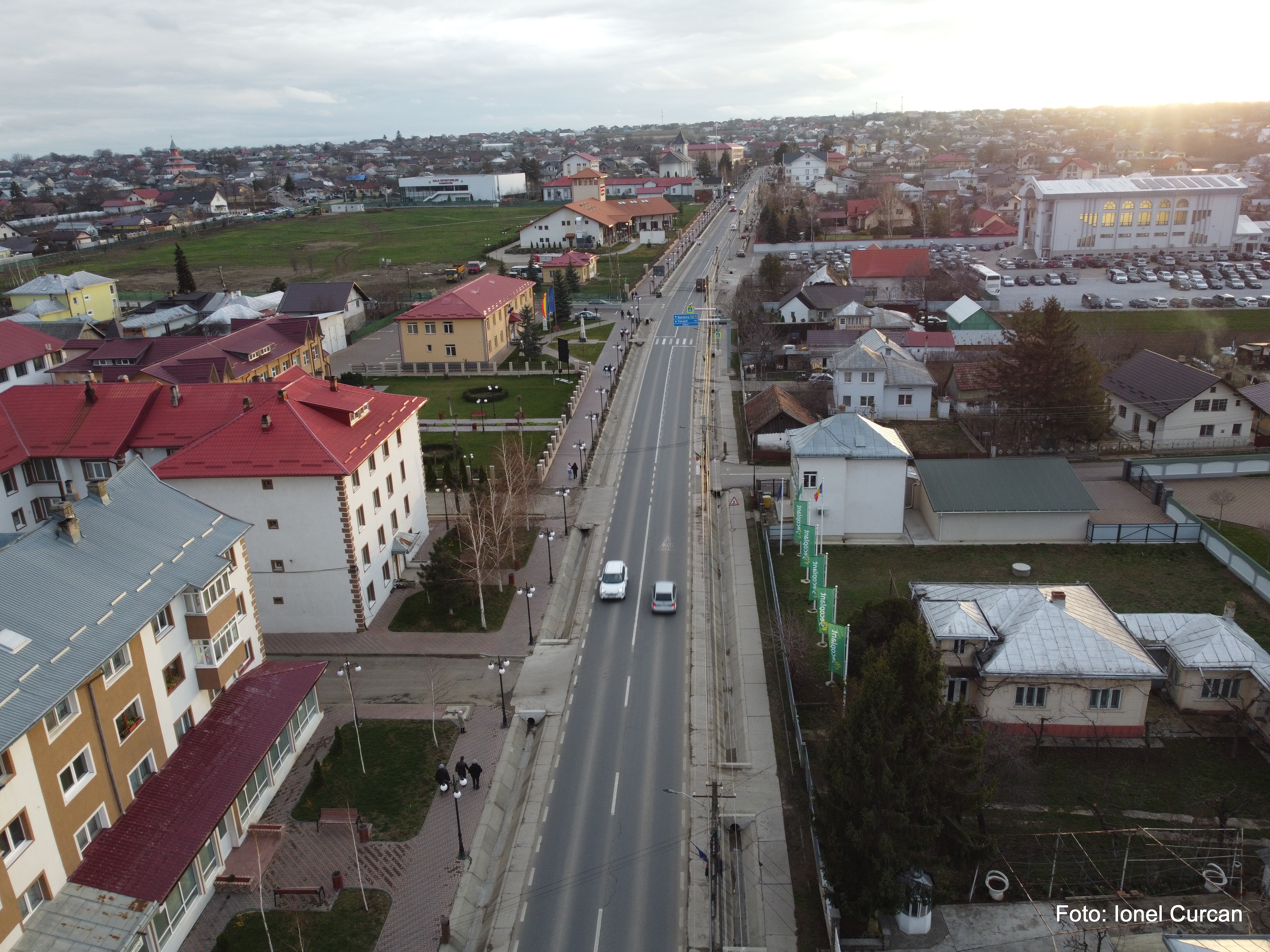
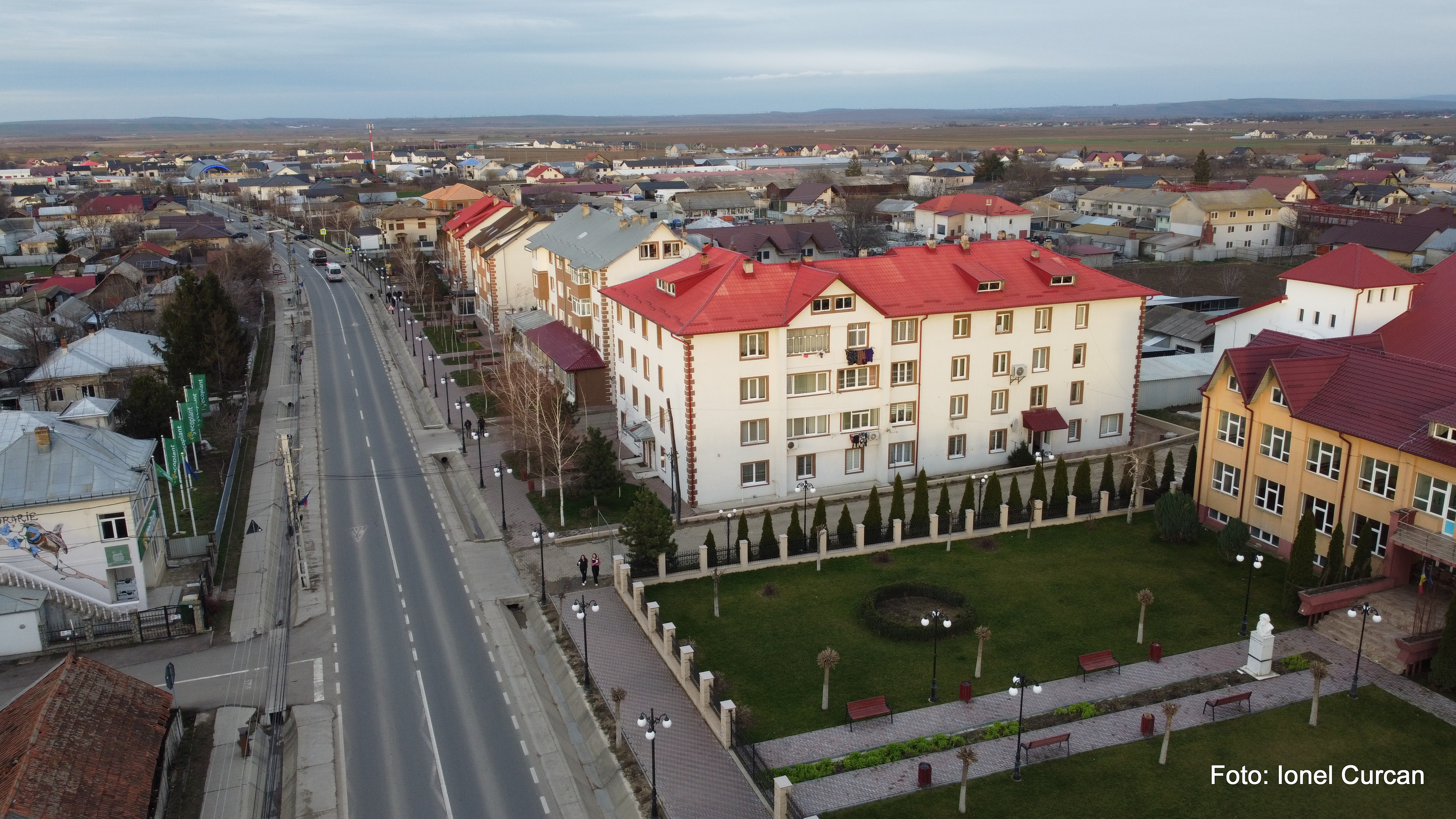
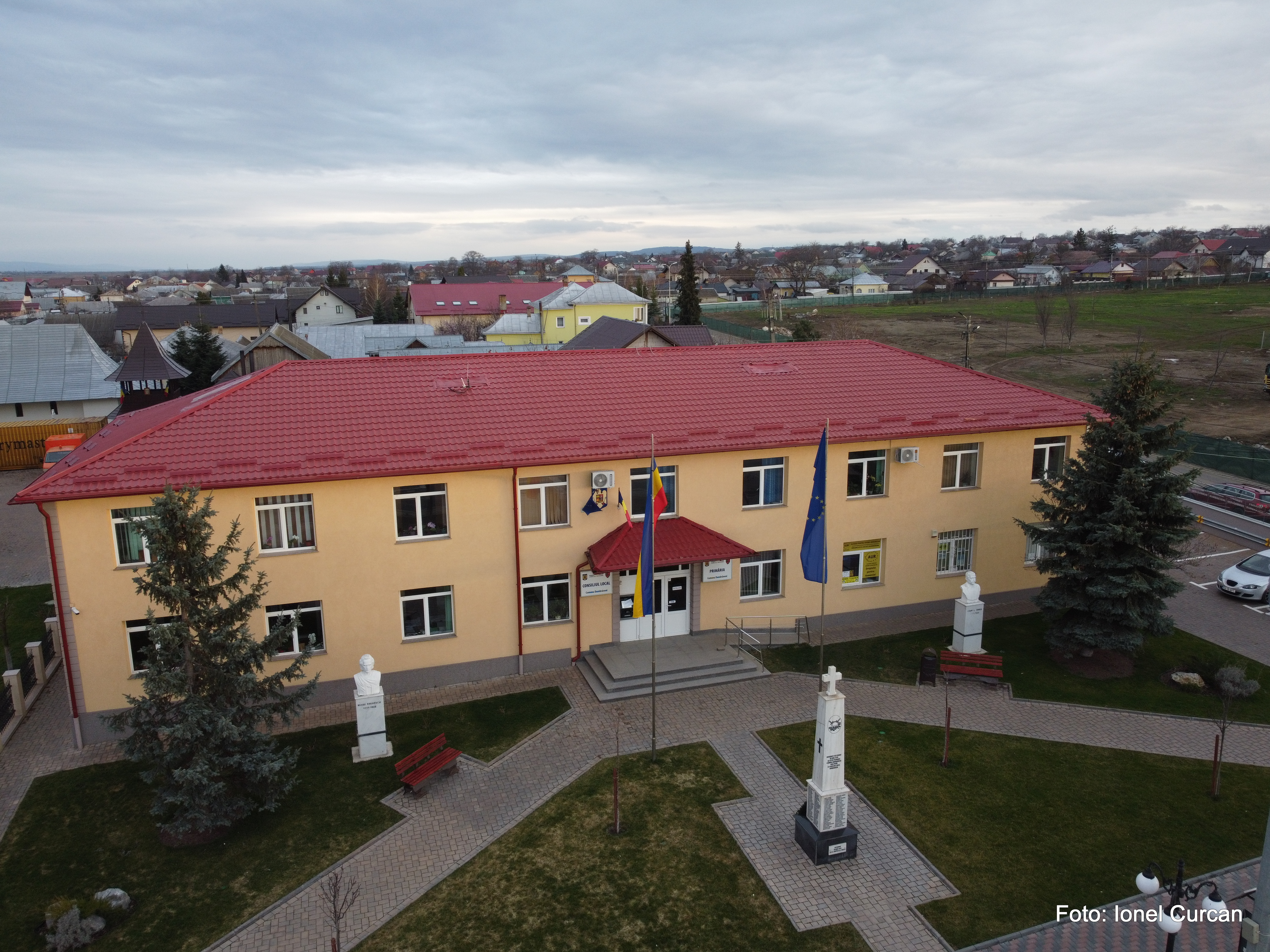
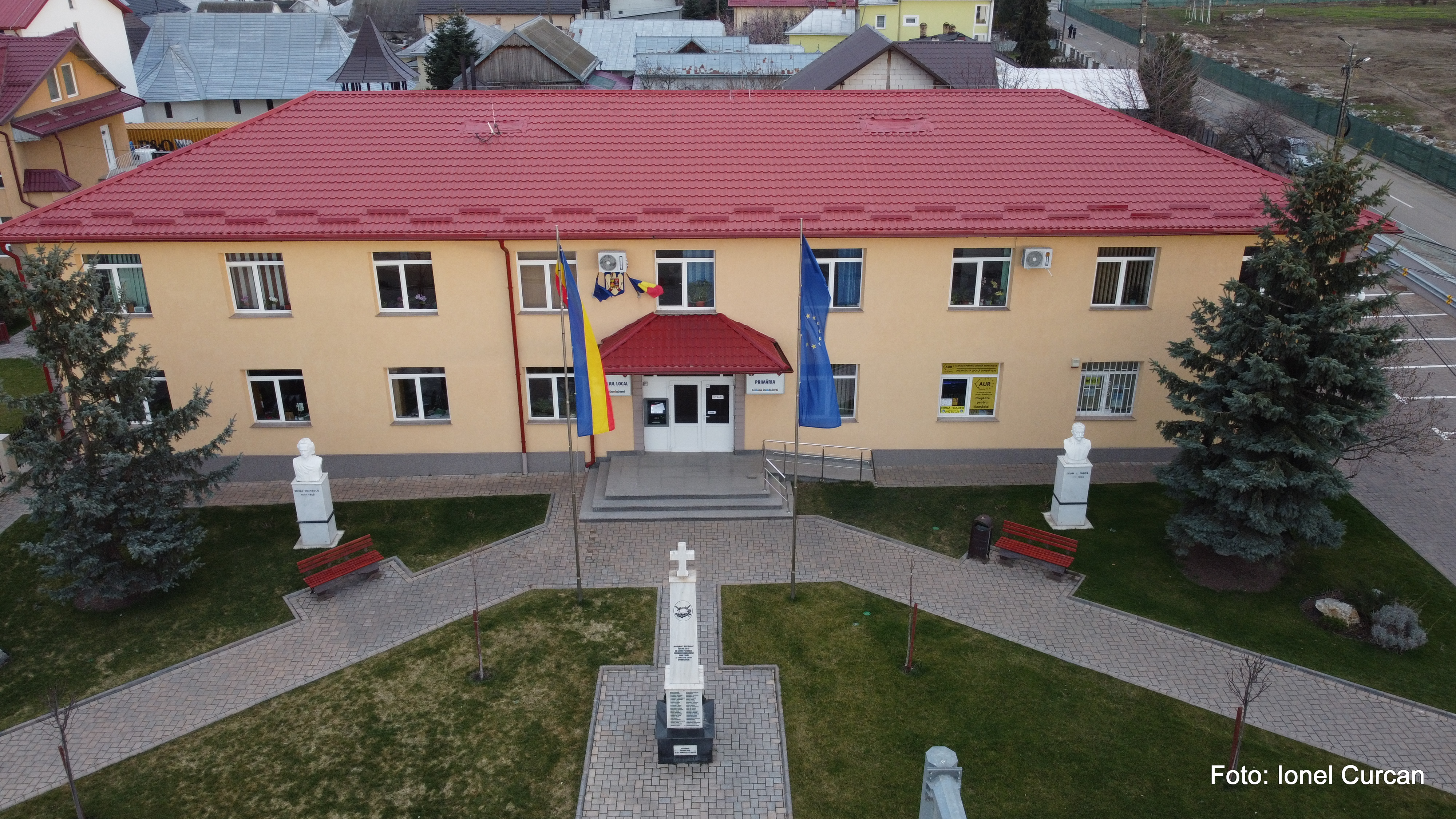
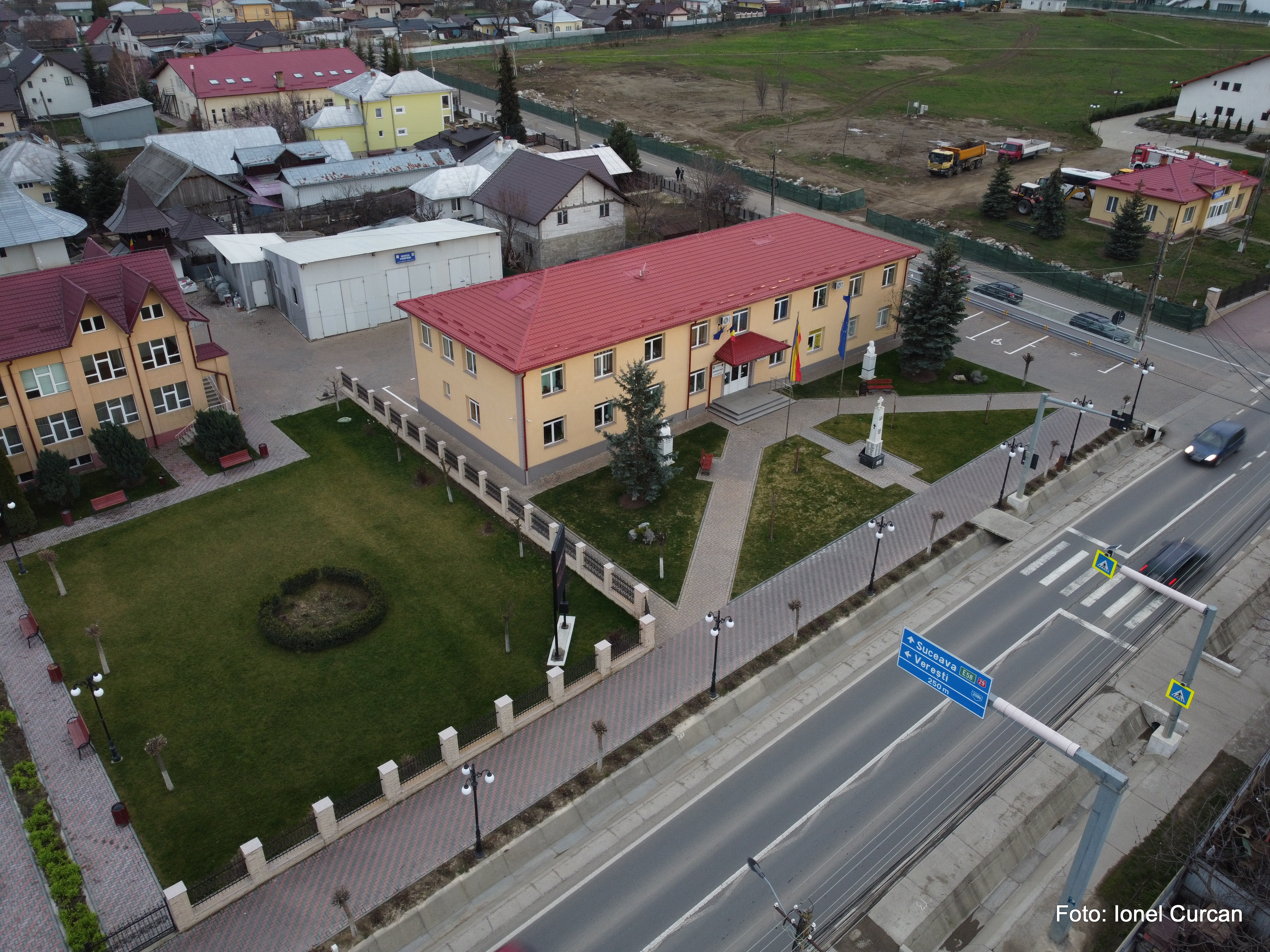
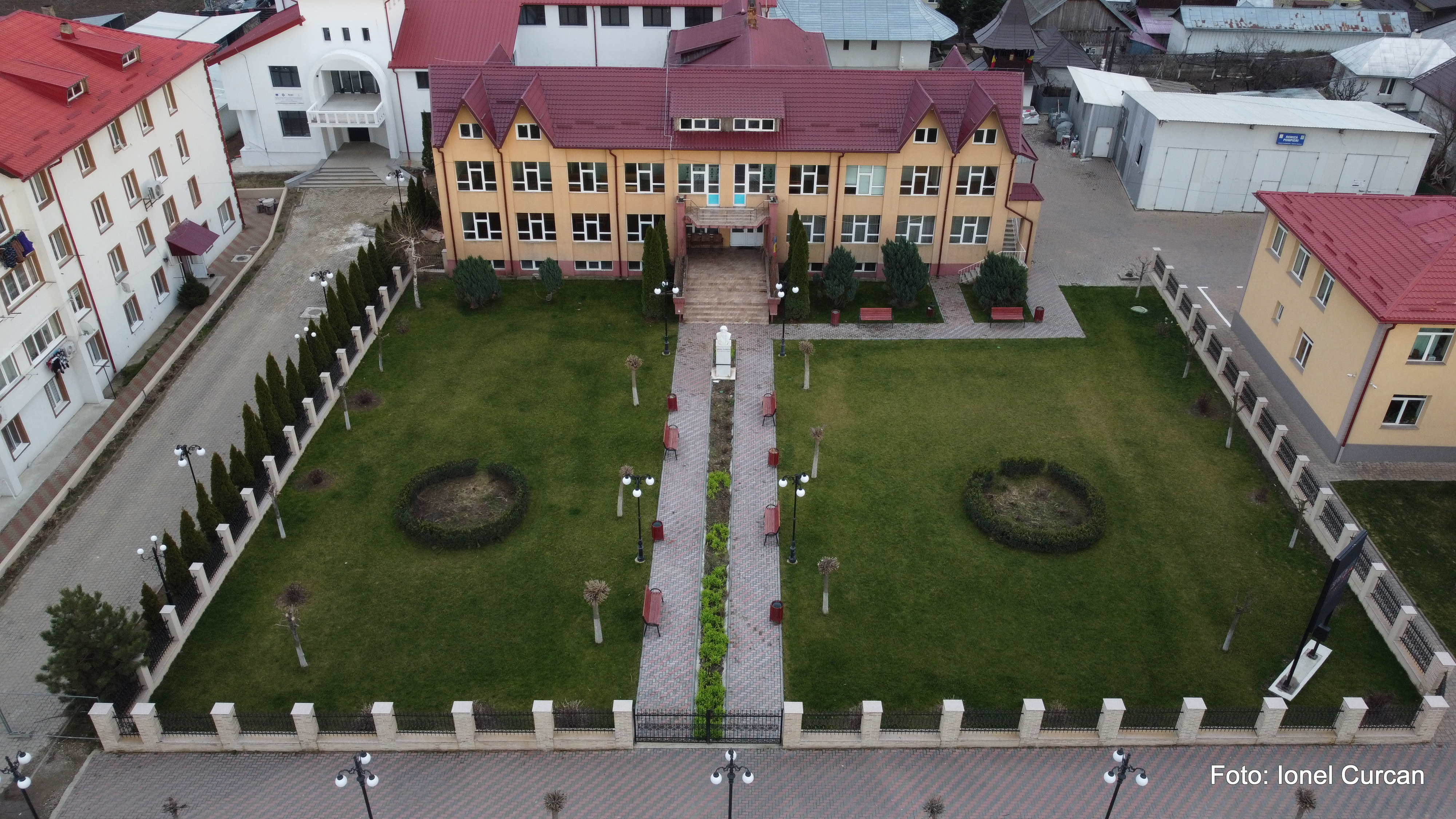
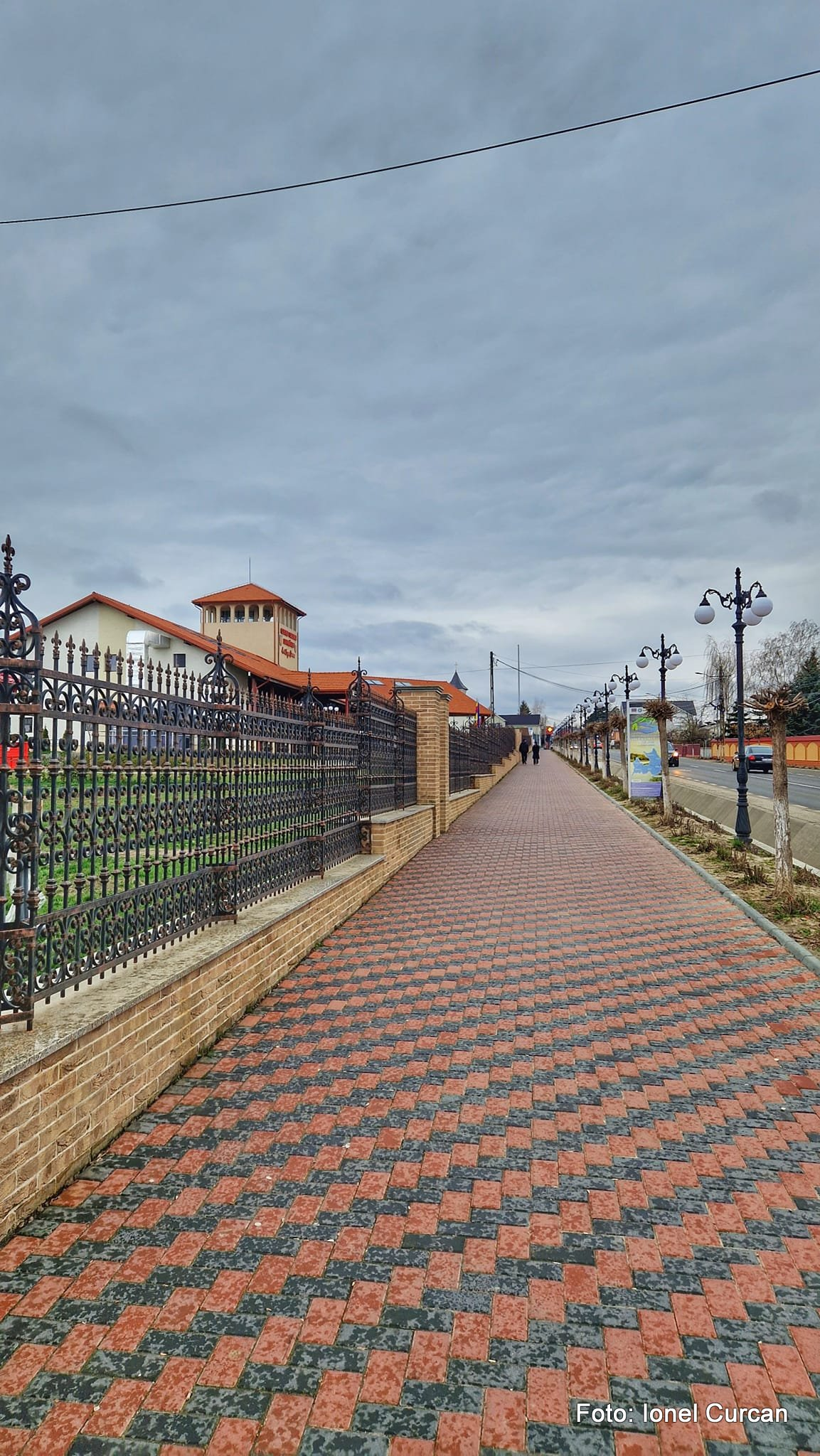
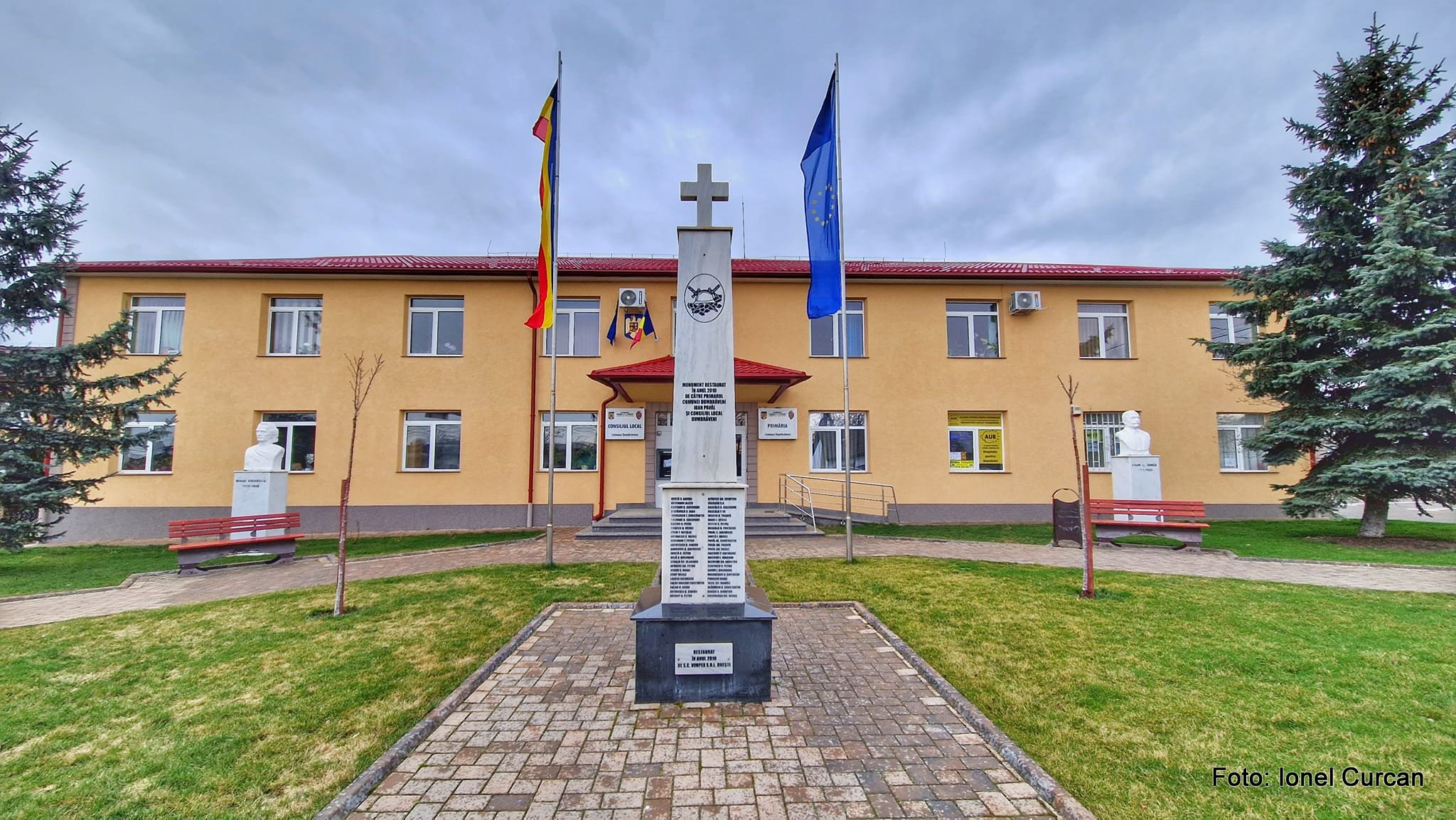
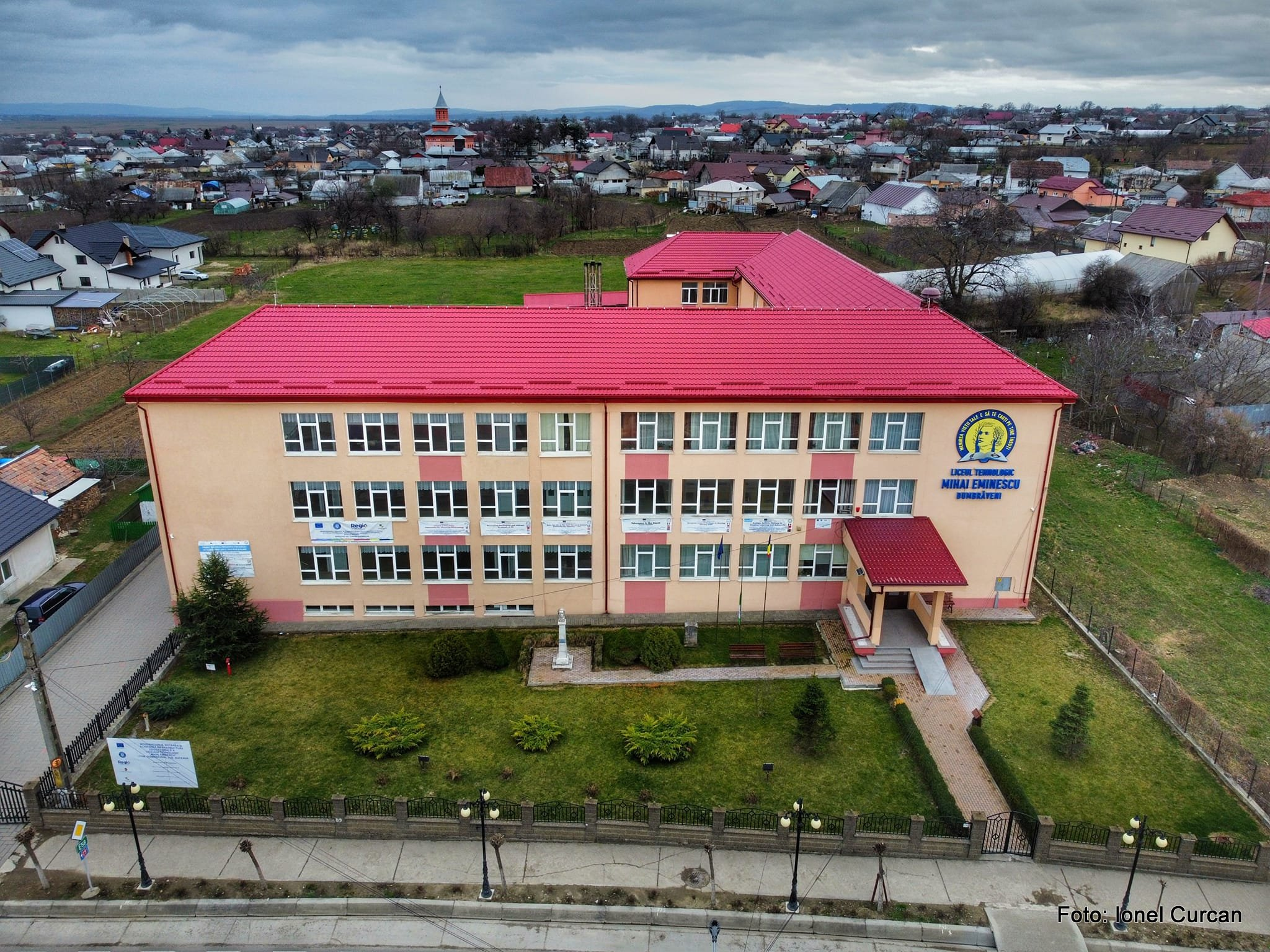
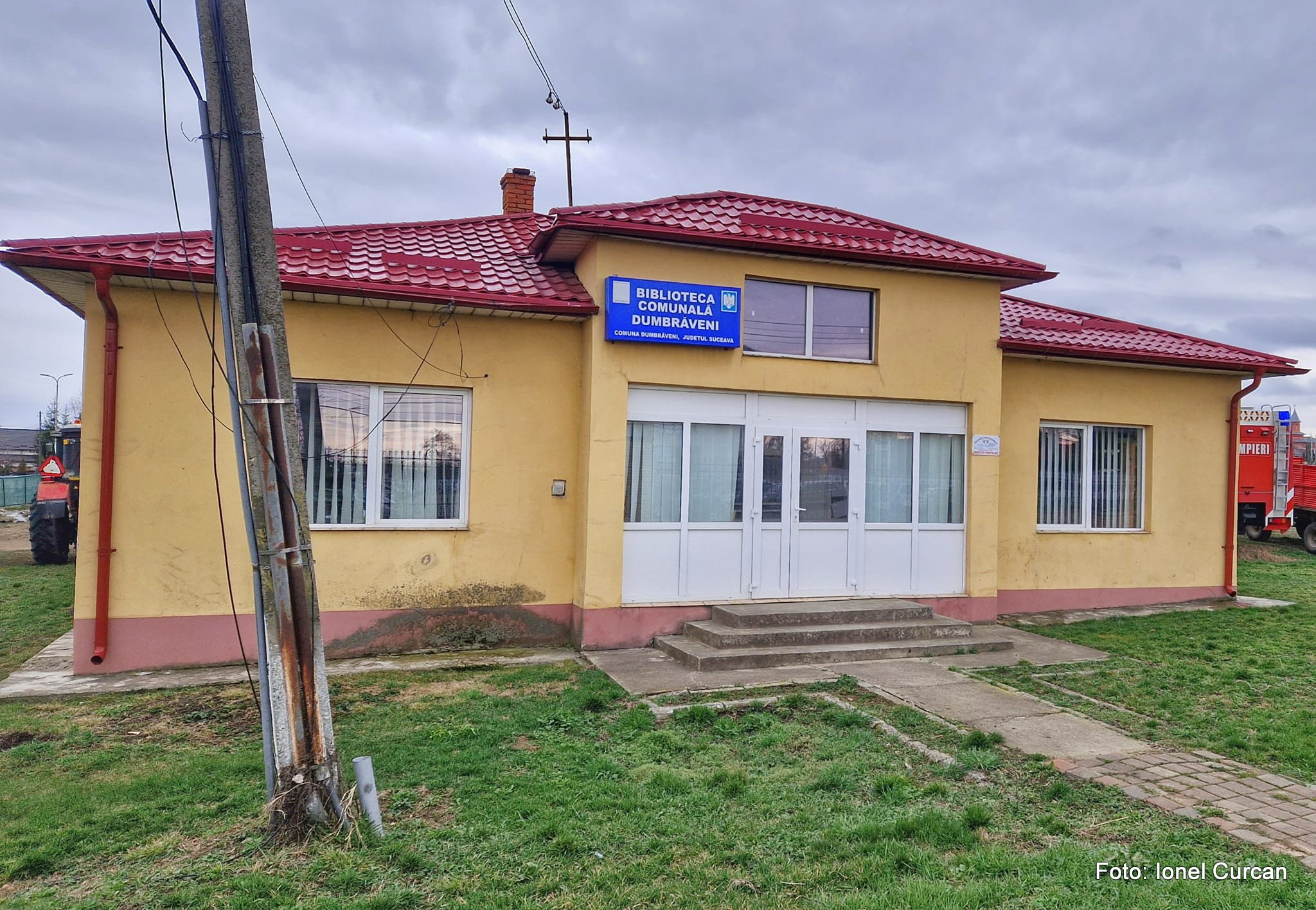
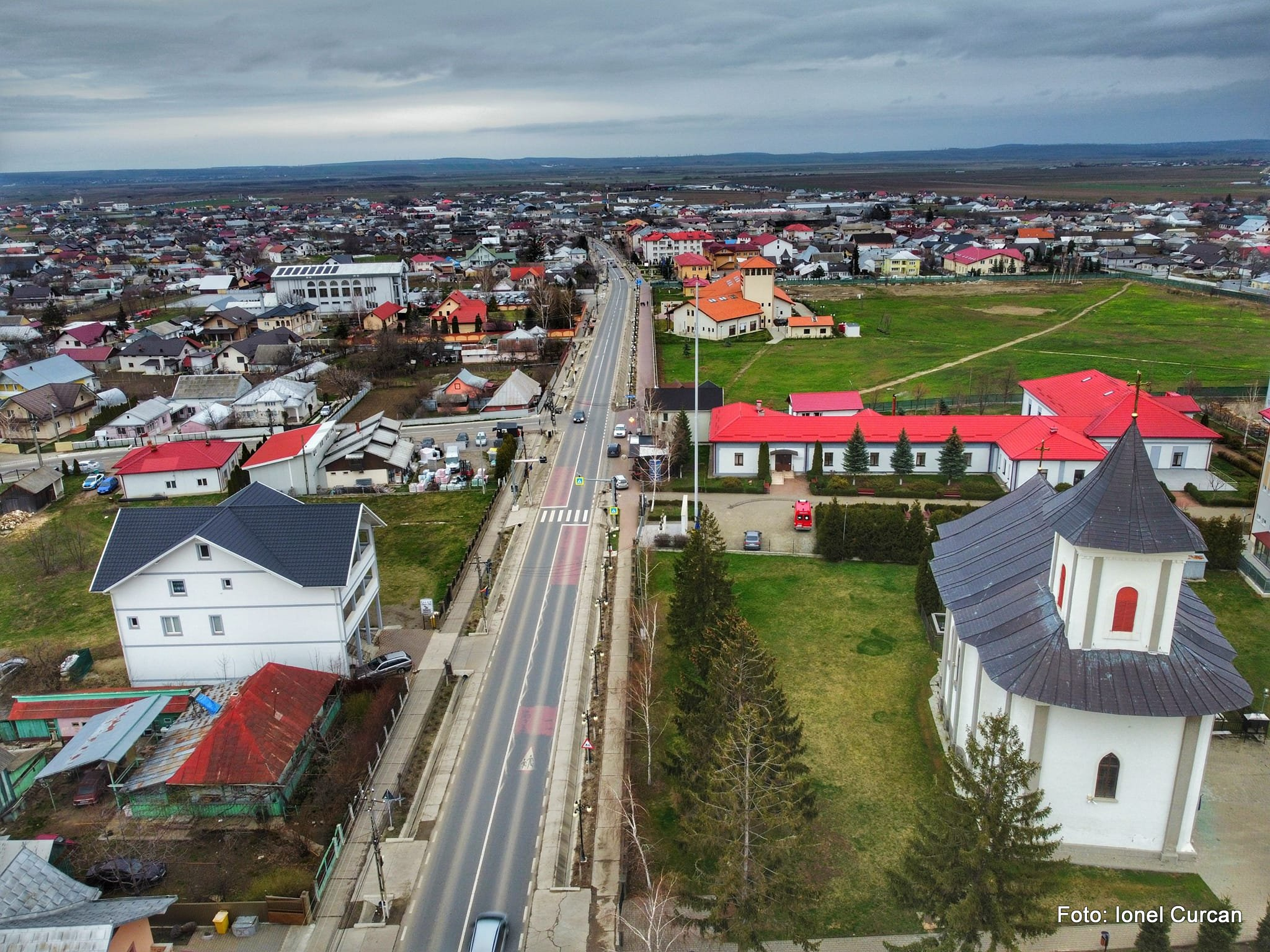
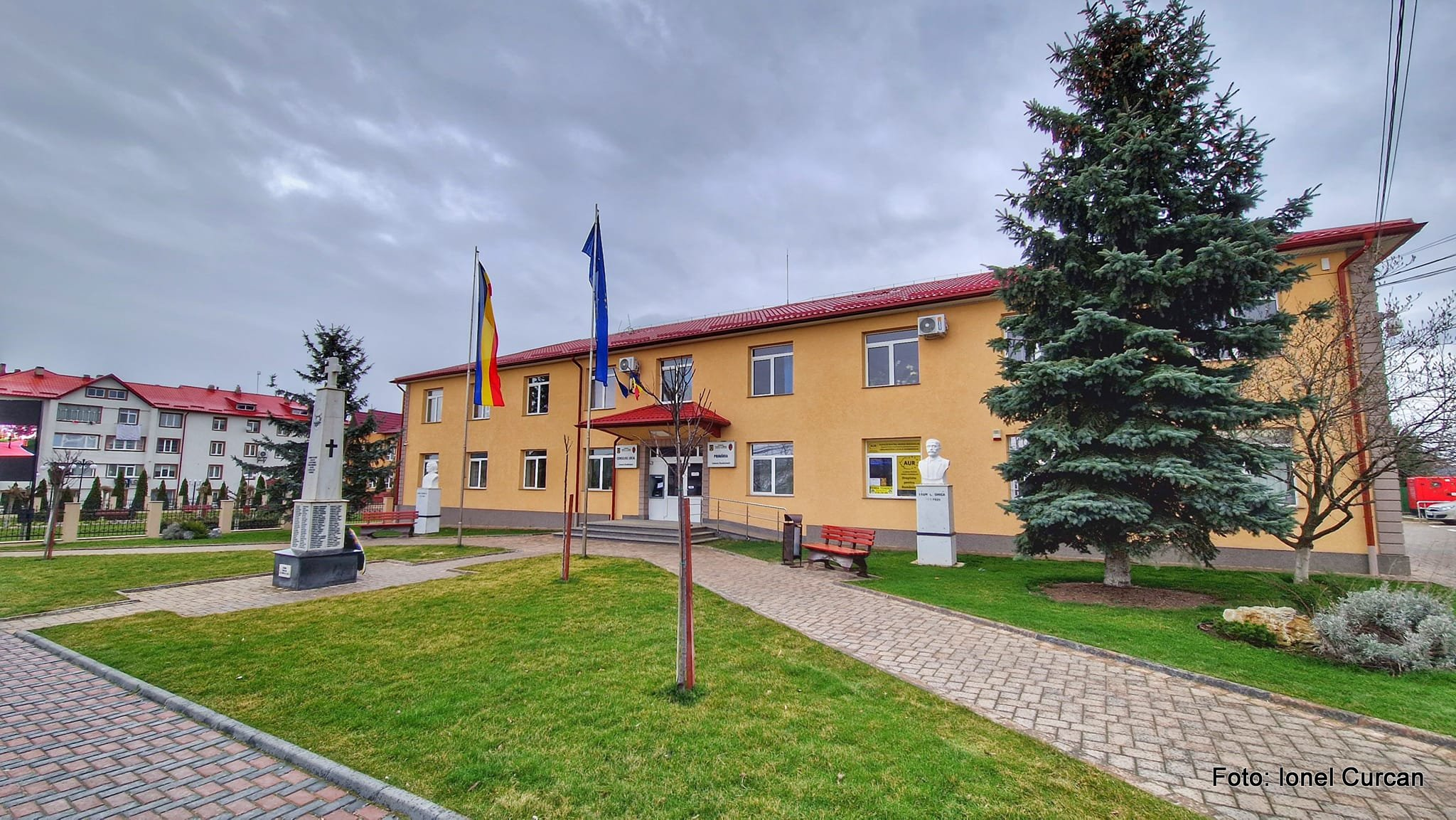
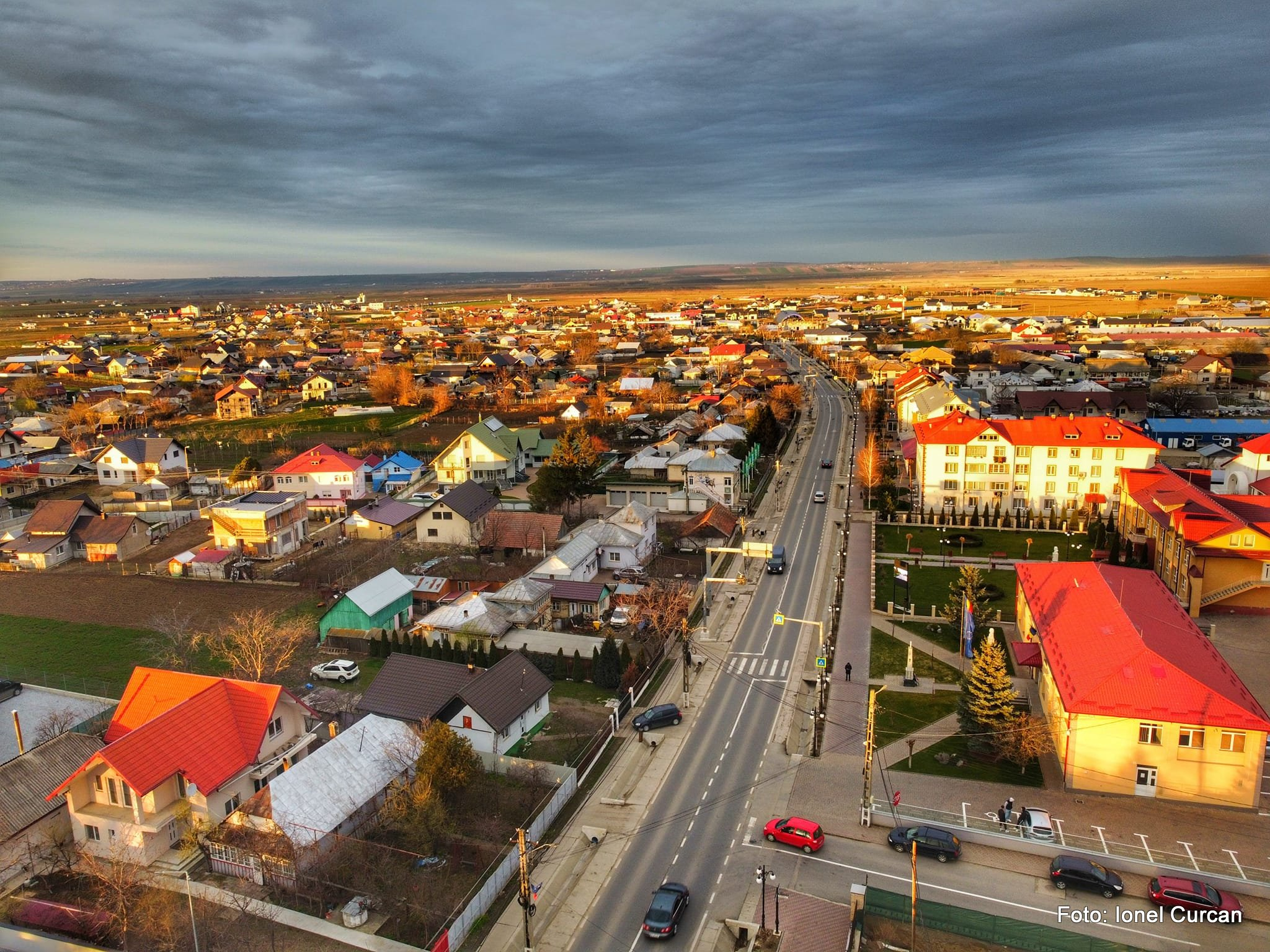
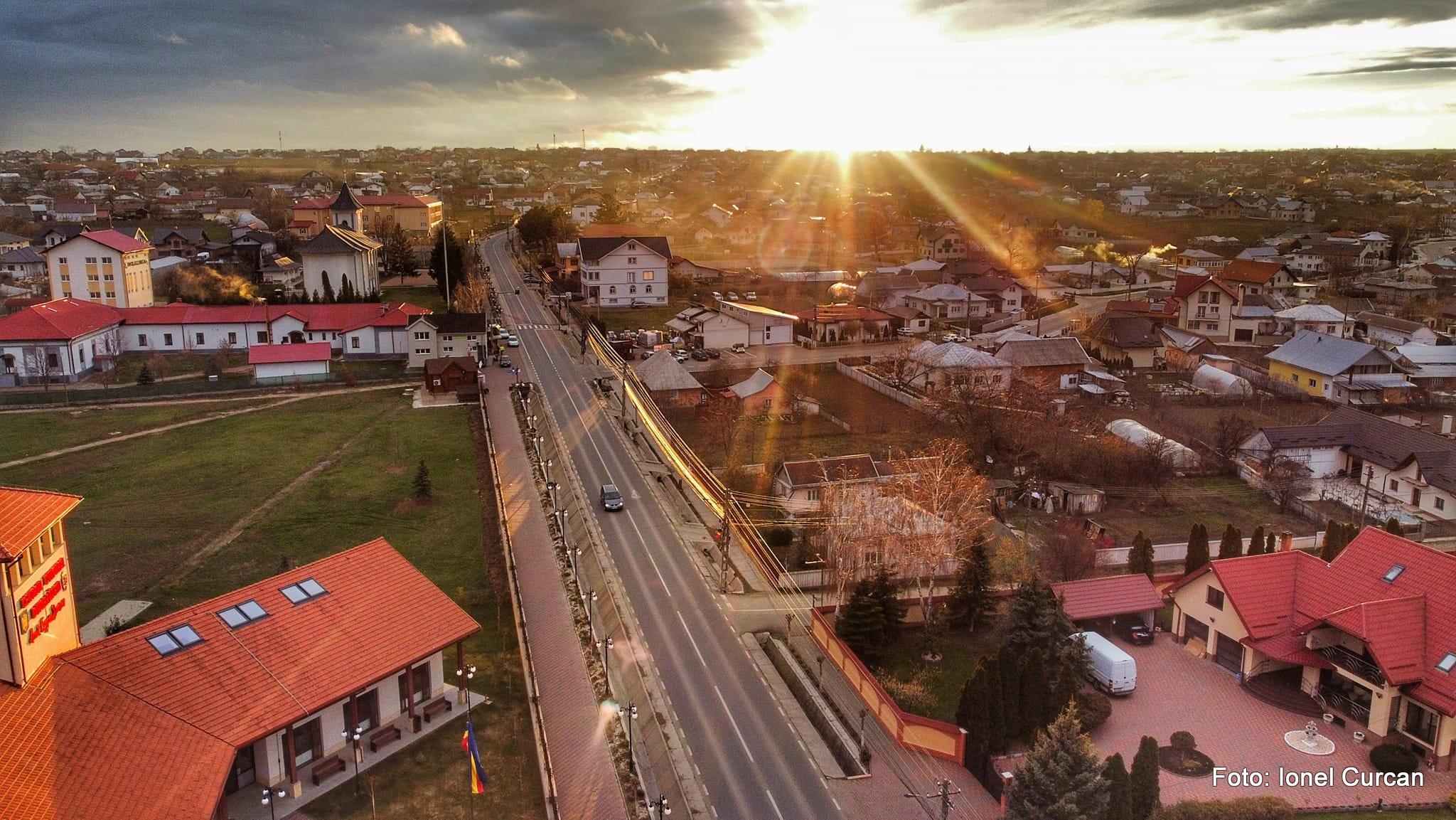
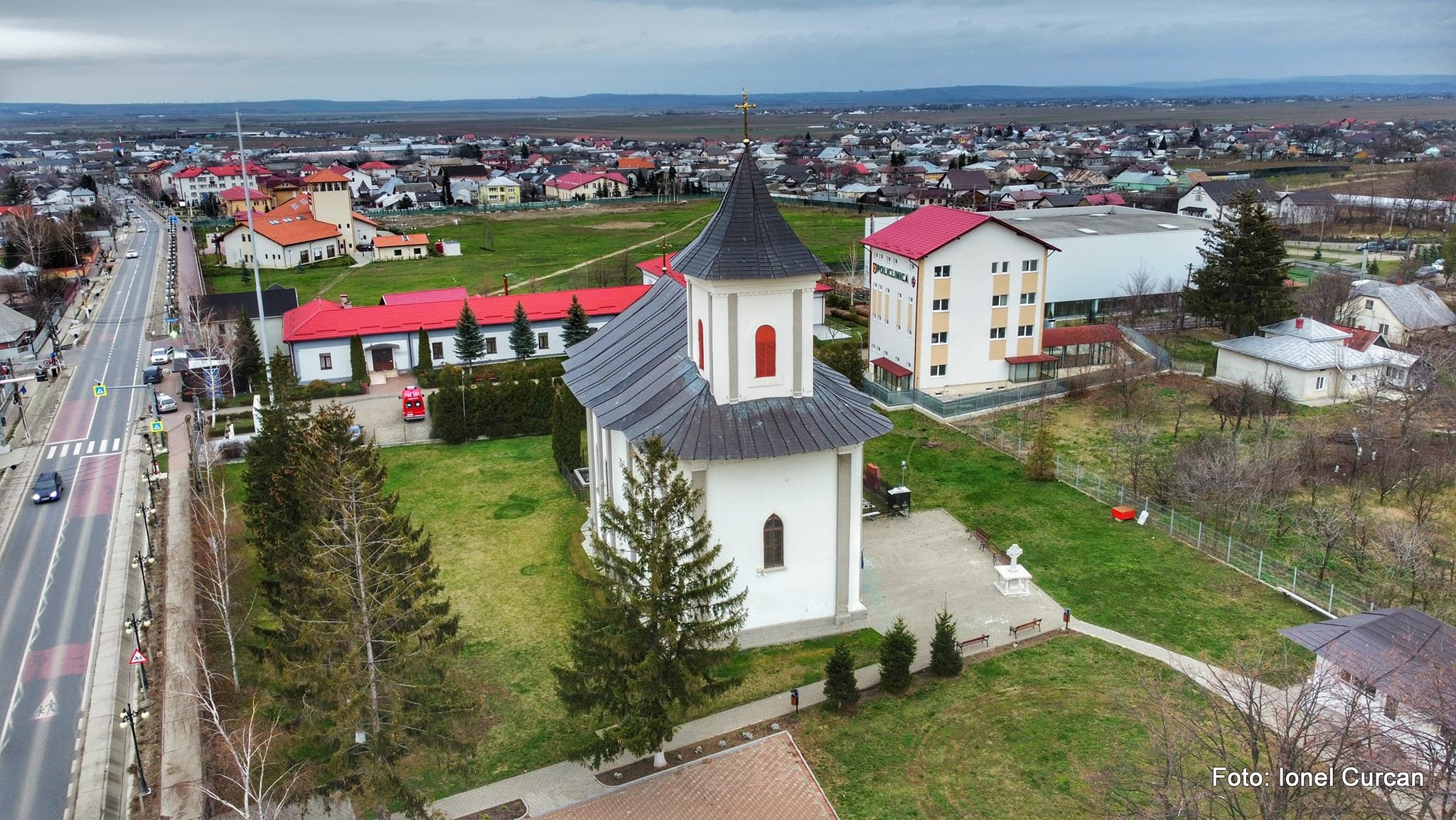
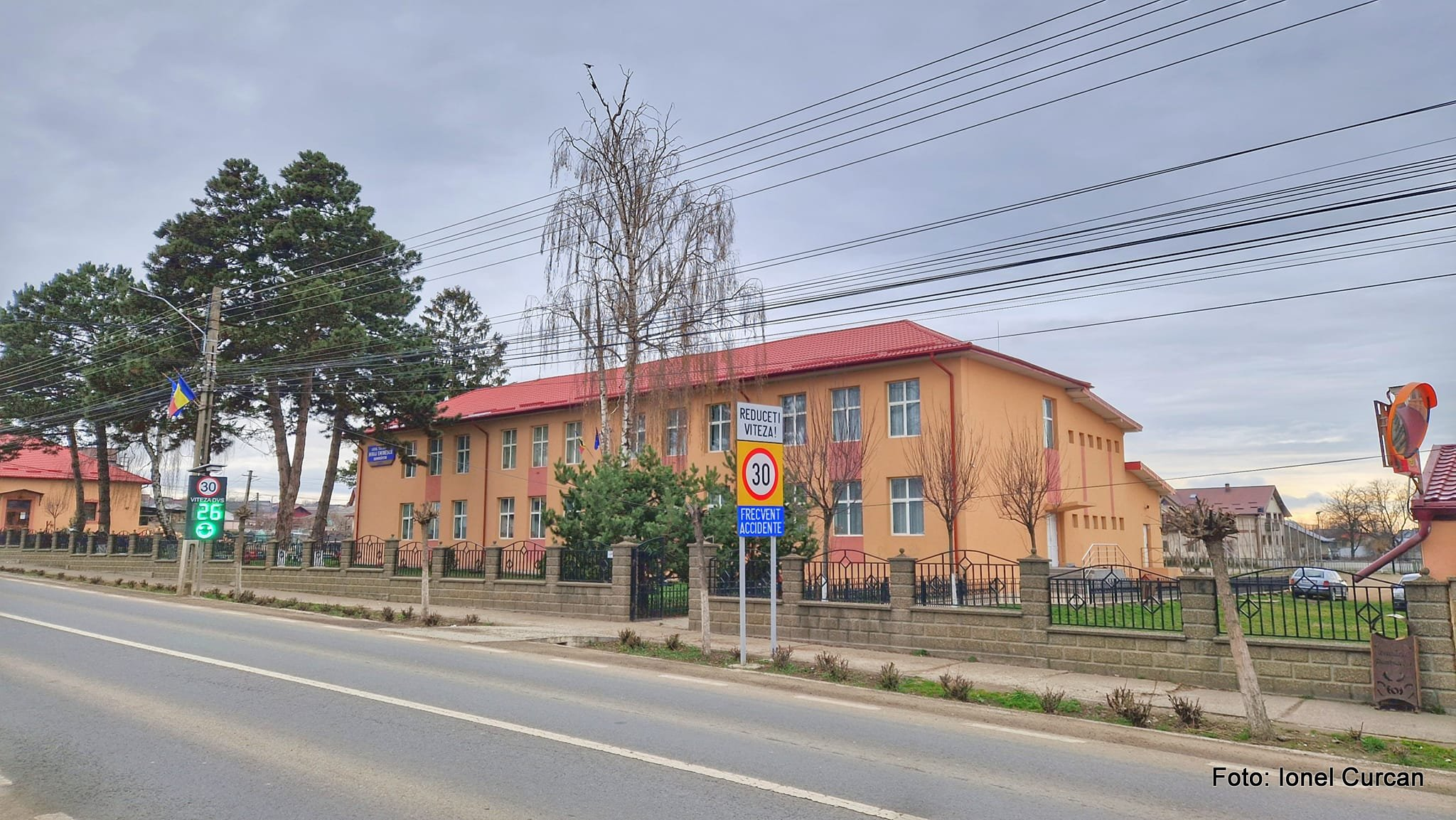
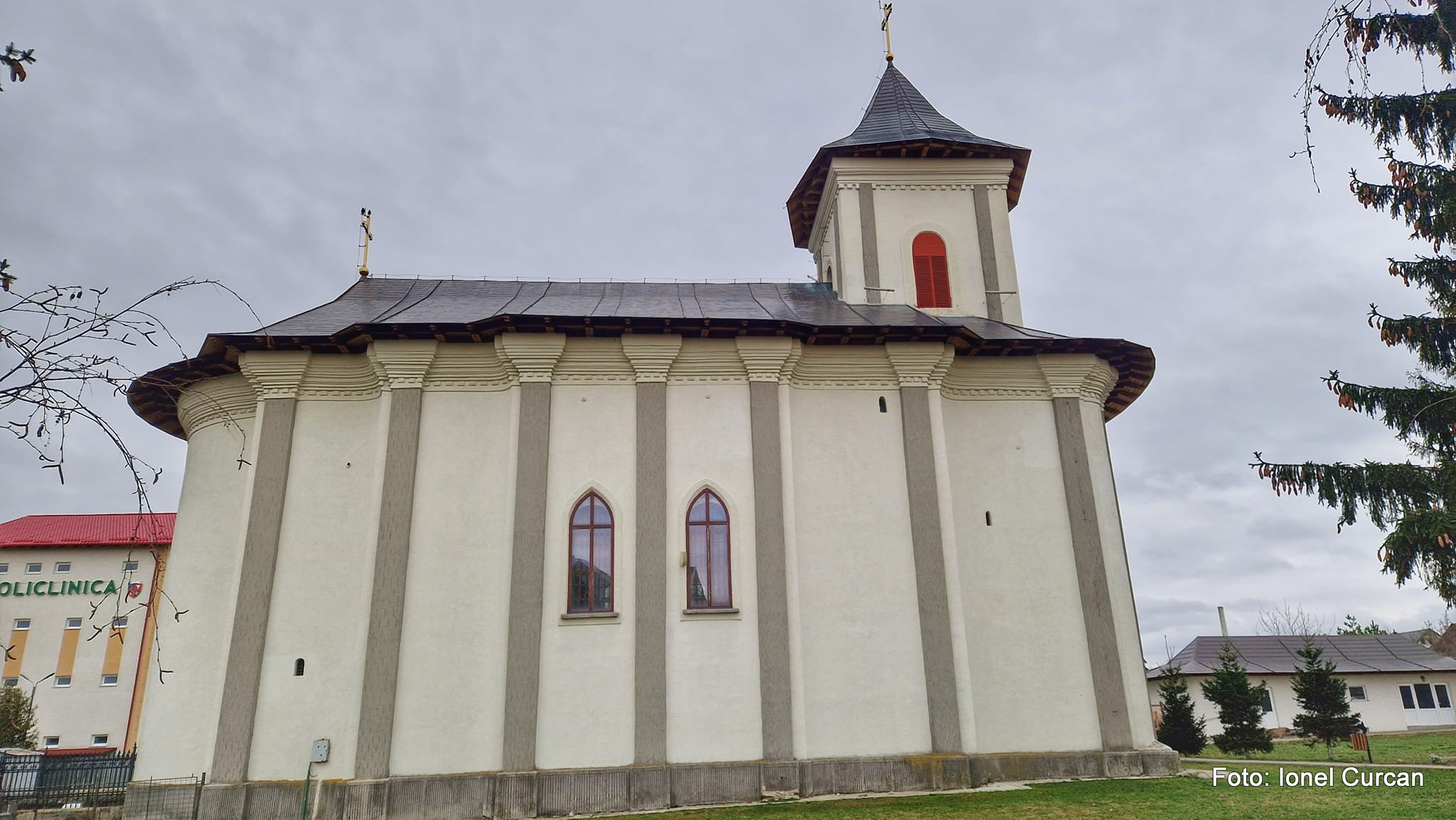
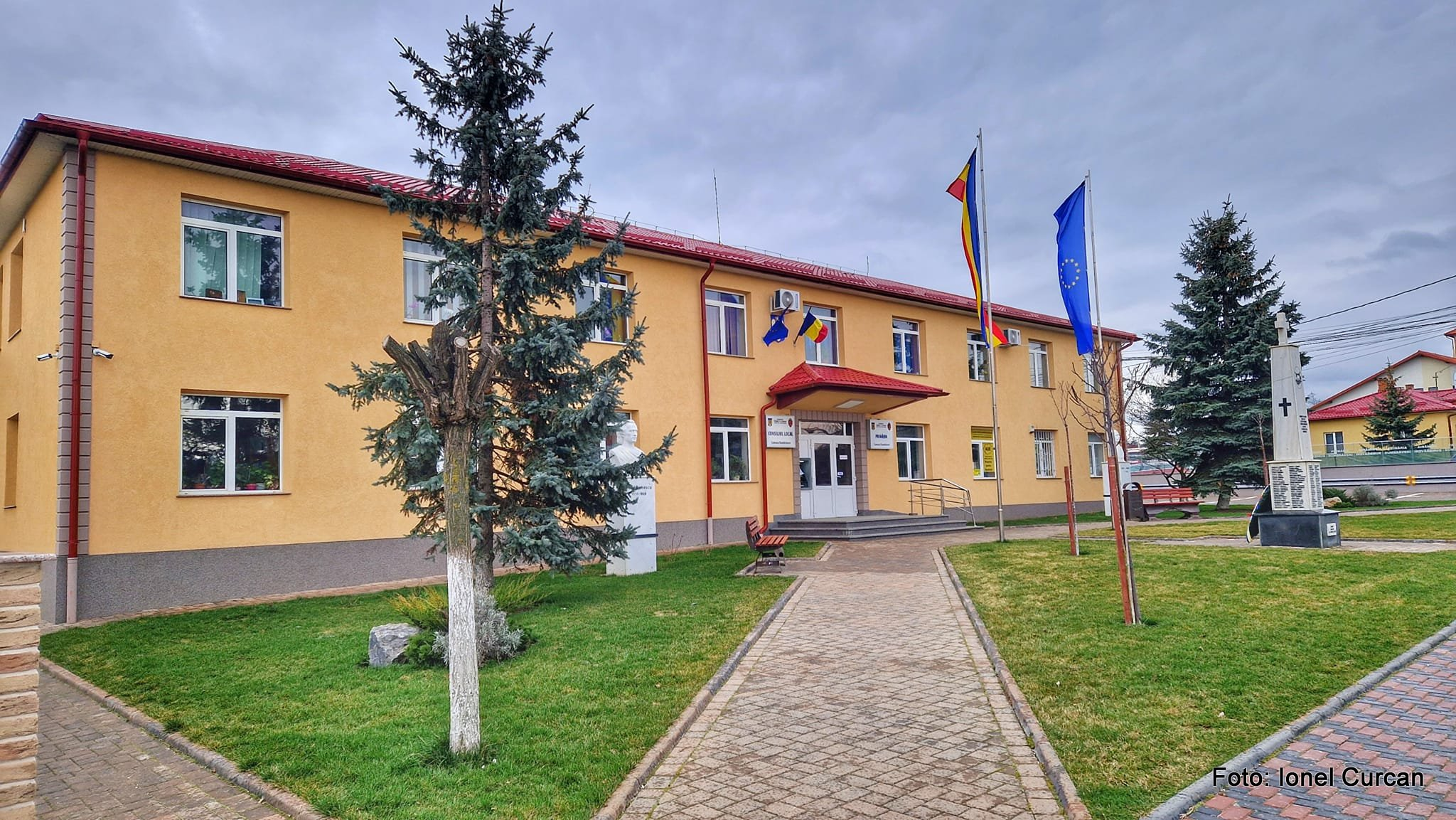
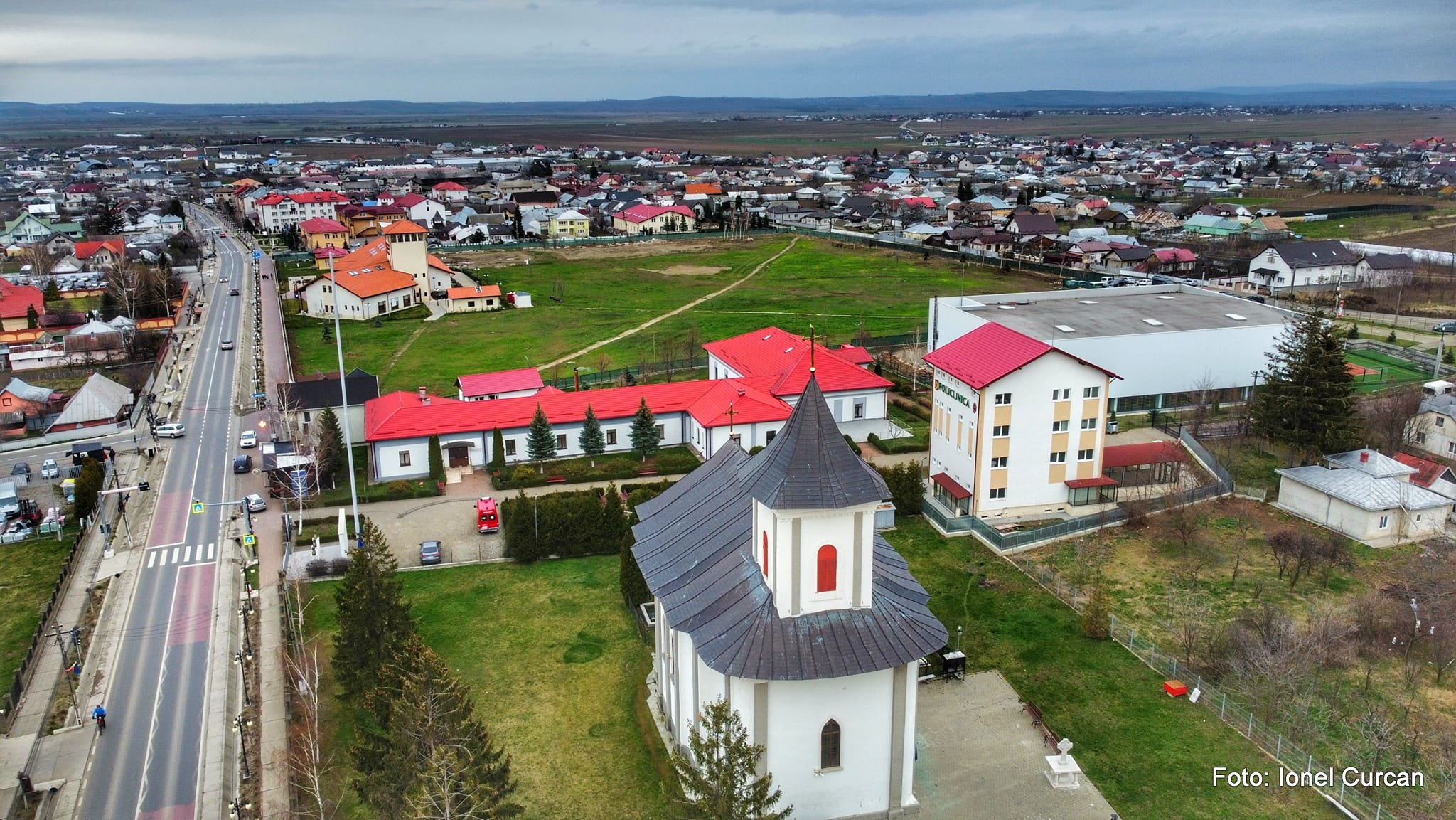
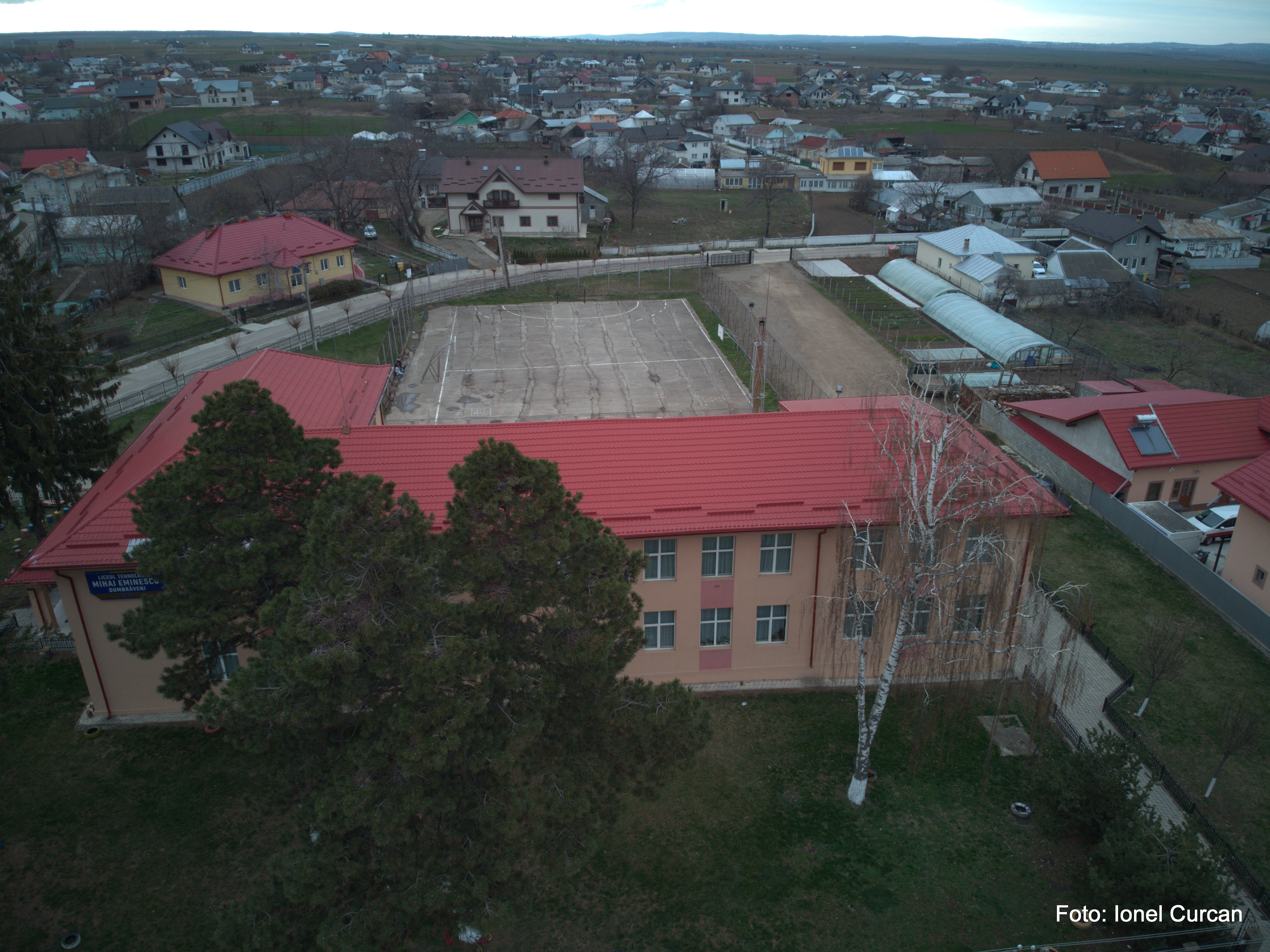
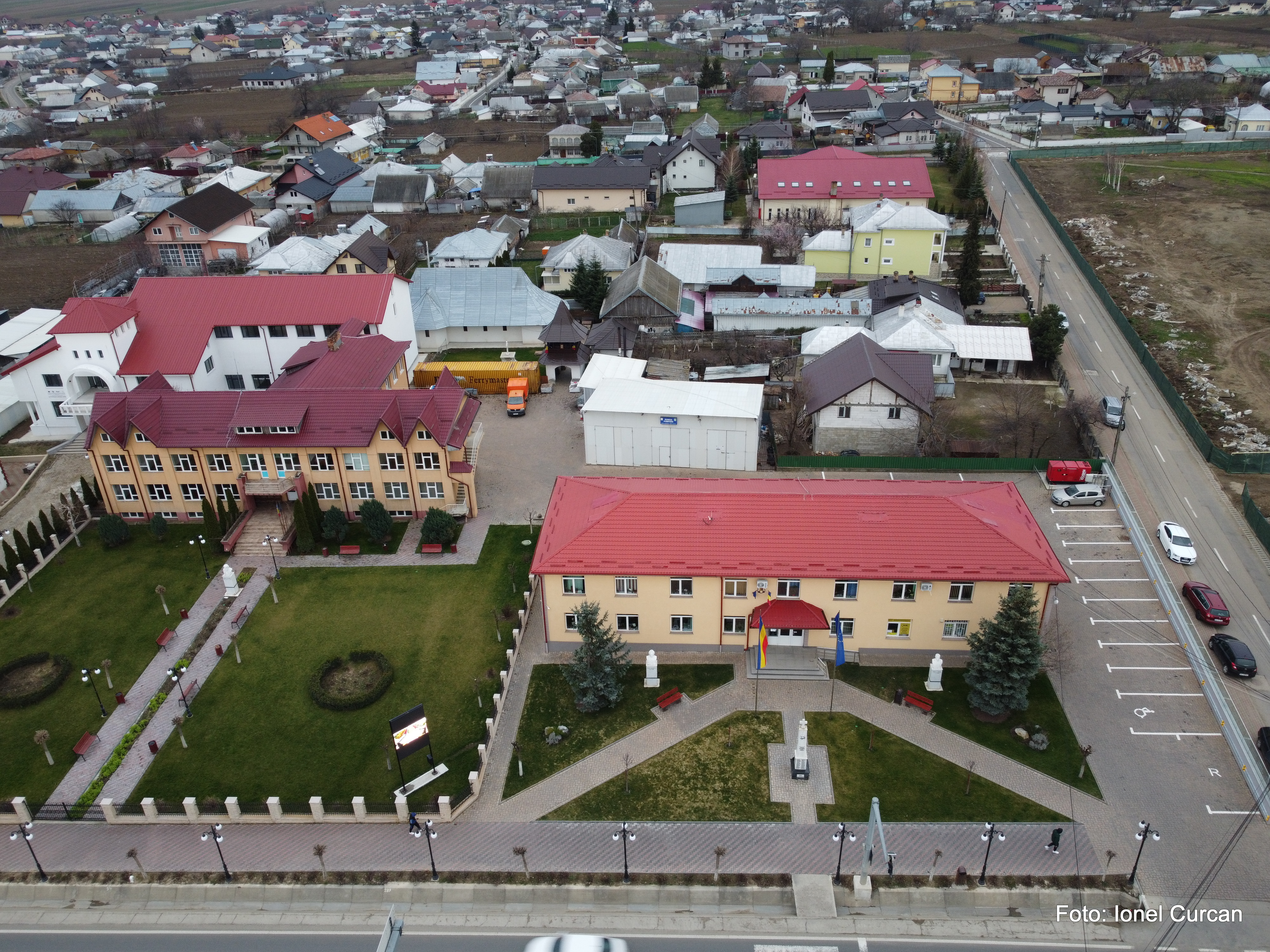
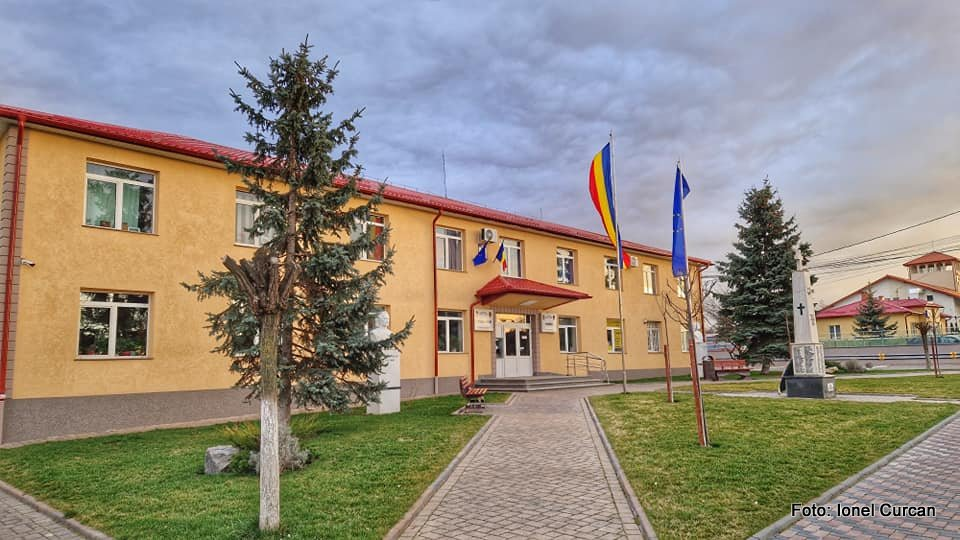
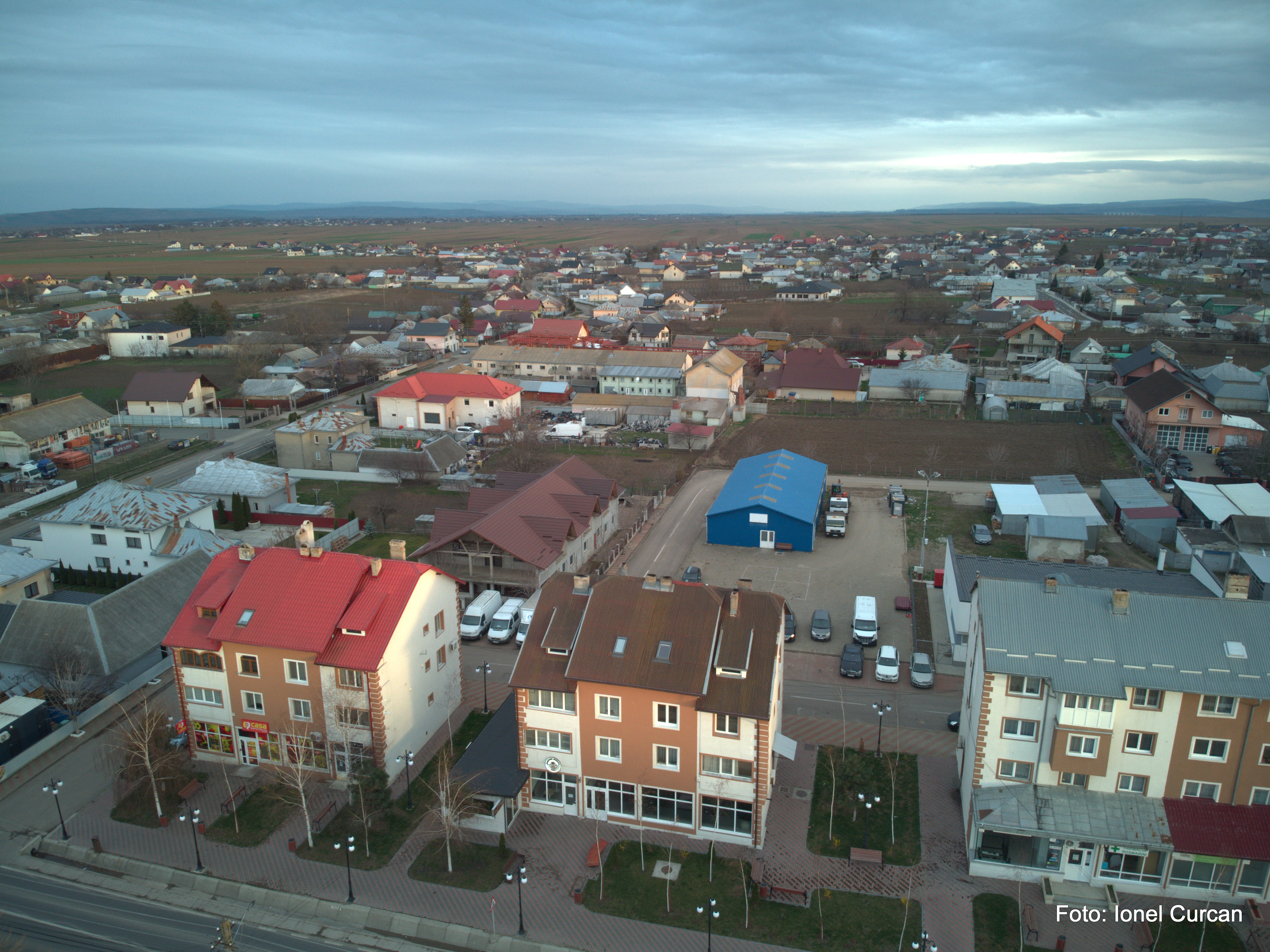
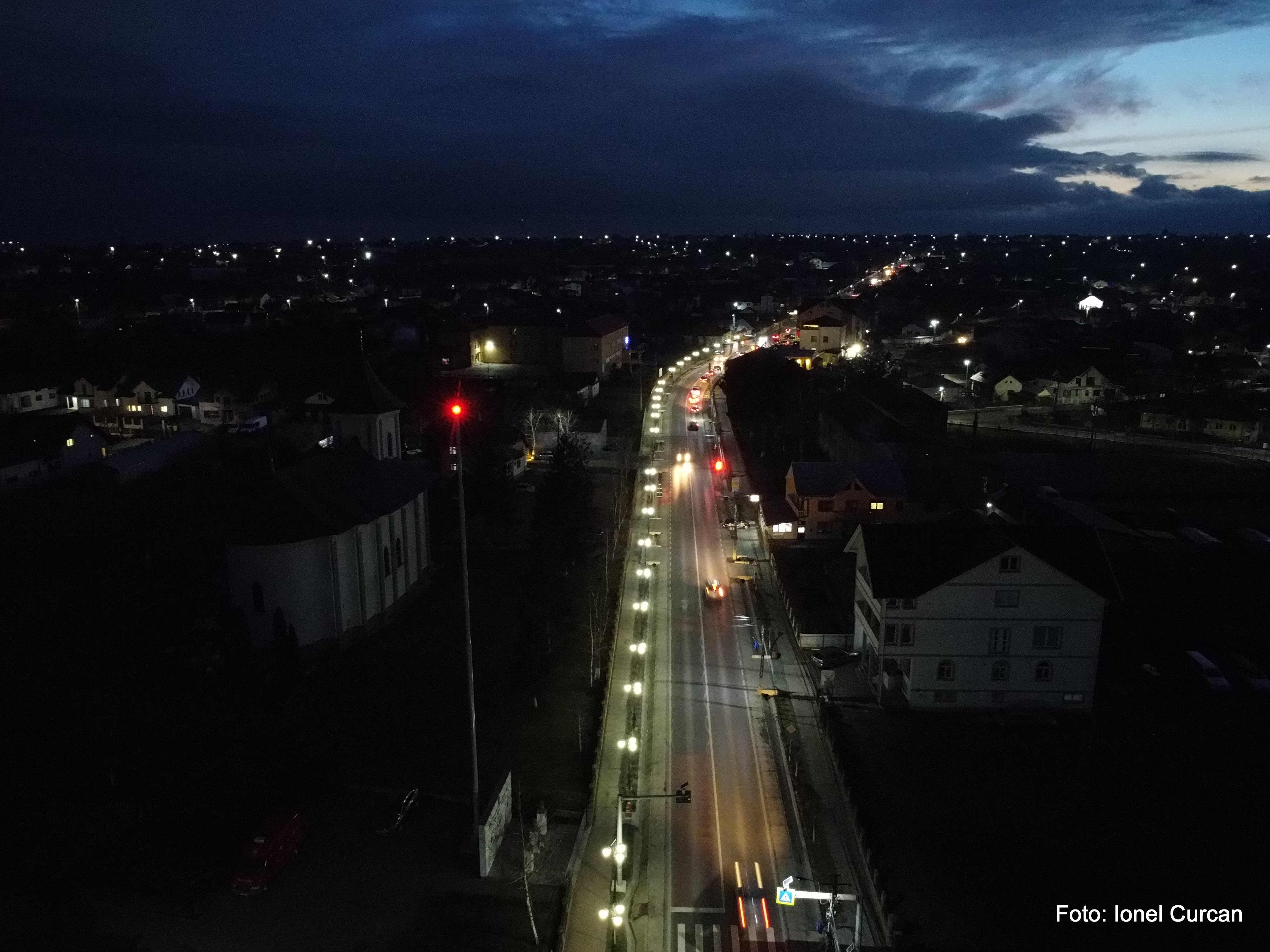
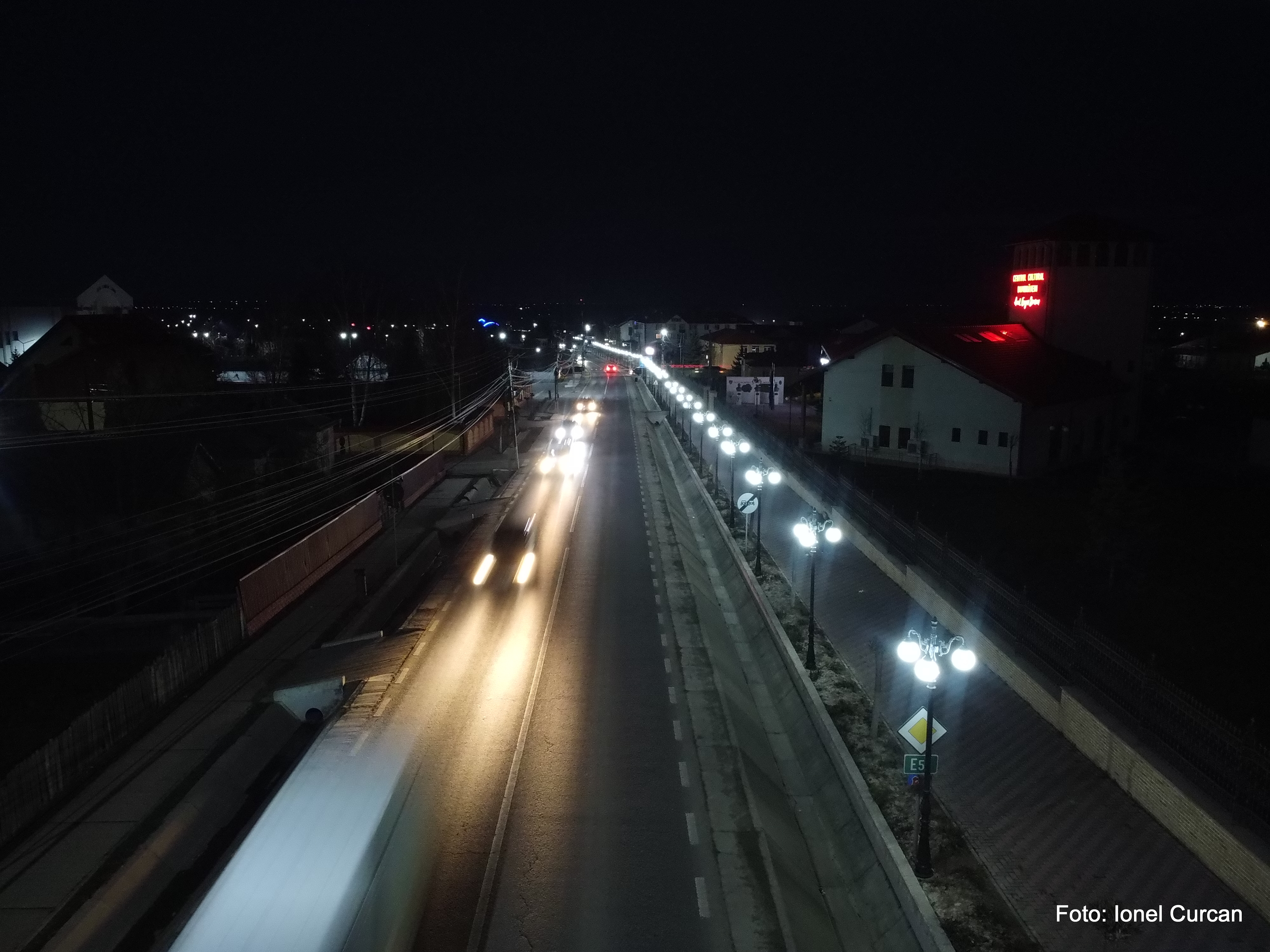
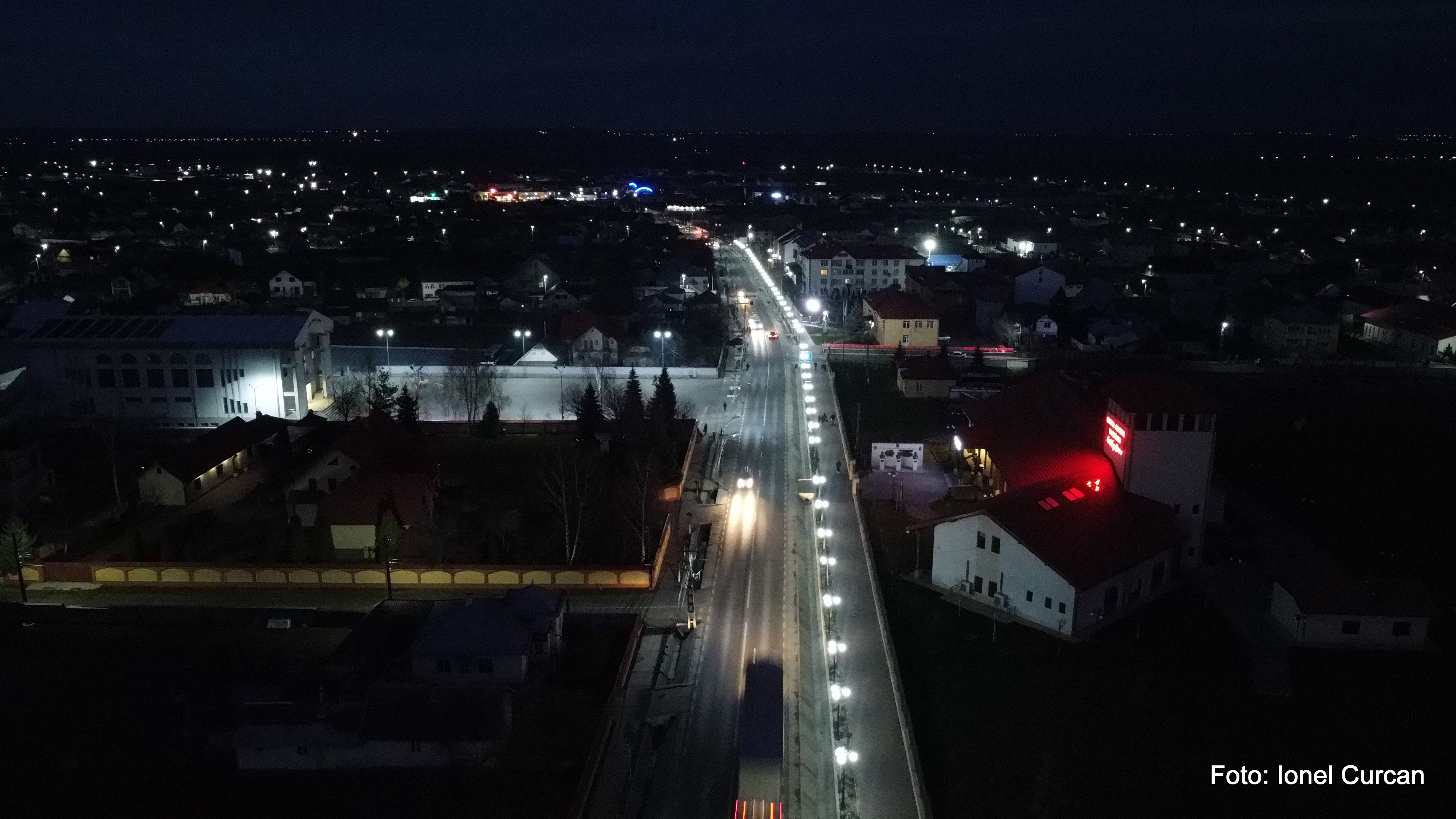

### Personalități
- Mihai Gavriliuc (n.1913 - ?) demnitar comunist
- Cristofor I. Simionescu (1920 - 2007), inginer chimist român
- Ștefania Rareș (n. 1943), cântăreață română de muzică populară

 Acest articol despre o localitate din județul Suceava este deocamdată un ciot. Puteți ajuta Wikipedia prin completarea lui.